# Relaciones Francia-Reino Unido
Las relaciones Reino Unido-Francia son las relaciones políticas, diplomáticas, sociales y económicas entre dichas naciones, y se enmarcan a su vez en las relaciones entre el Reino Unido y la Unión Europea. Los vínculos históricos entre Francia y el Reino Unido, y los países que los precedieron, son largos y complejos e incluyen conquistas, guerras y alianzas en varios momentos de la historia. Durante la época romana, ambas zonas fueron conquistadas en gran medida por Roma, cuyas fortificaciones permanecen en gran medida en ambos países hasta el día de hoy. La conquista normanda de Inglaterra en 1066 moldeó decisivamente el idioma inglés y condujo a un conflicto temprano entre las dos naciones.
A lo largo de la Edad Media y hasta la Edad Moderna, Francia e Inglaterra fueron a menudo rivales acérrimos, y los monarcas de ambas naciones reclamaban control sobre Francia y Francia se aliaba rutinariamente contra Inglaterra con su otro rival, Escocia, hasta la Unión de las Coronas. La rivalidad histórica entre las dos naciones se sembró en la rivalidad Capeto-Plantagenet por las propiedades francesas de los Plantagenet en Francia. Tras la victoria francesa en la guerra de los Cien Años, Inglaterra nunca más volvería a establecer un punto de apoyo en territorio francés.
El último gran conflicto entre los dos fue la Guerra Revolucionaria Francesa y Napoleónica (1793-1815), en la que coaliciones de potencias europeas, financiadas por Londres, libraron una serie de guerras contra la Primera República Francesa, el Primer Imperio Francés y sus estados clientes que culminó con la derrota de Napoleón en 1815. Durante varias décadas la paz estuvo inestable por el temor a la invasión francesa en 1859 y durante la posterior rivalidad por las colonias africanas. Sin embargo, la paz ha prevalecido en general desde Napoleón I, y los lazos amistosos entre los dos se establecieron formalmente con la Entente Cordiale de 1904, y los británicos y franceses se aliaron contra Alemania tanto en la Primera Guerra Mundial como en la Segunda Guerra Mundial; en este último conflicto, los ejércitos británicos ayudaron a liberar la Francia ocupada de la Alemania nazi.
Francia y el Reino Unido fueron socios clave en Occidente durante la Guerra Fría, apoyando consistentemente la democracia liberal y el capitalismo. Fueron miembros fundadores de la alianza de defensa de la Organización del Tratado del Atlántico Norte (OTAN) y son miembros permanentes del Consejo de Seguridad de la ONU. Francia ha sido miembro de la Unión Europea (UE) y de sus predecesores desde su creación como Comunidad Económica Europea en 1957. En la década de 1960, las relaciones se deterioraron debido a las preocupaciones del presidente francés Charles de Gaulle sobre la relación especial entre el Reino Unido y Estados Unidos. Vetó repetidamente la entrada británica a las Comunidades Europeas, la predecesora de la UE, y retiró a Francia del mando integrado de la OTAN, argumentando que la alianza estaba demasiado dominada por Estados Unidos.
En 1973, tras la muerte de Charles De Gaulle, el Reino Unido entró en las Comunidades Europeas y en 2009 Francia volvió a desempeñar un papel activo en la OTAN. Desde entonces, los dos países han experimentado una estrecha relación, especialmente en cuestiones de defensa y política exterior; sin embargo, no estuvieron de acuerdo en varios otros asuntos, sobre todo en la dirección de la Unión Europea.El Reino Unido abandonó la Unión Europea el 31 de enero de 2020, tras el referéndum celebrado el 23 de junio de 2016 sobre el Brexit.Desde entonces, las relaciones se han deteriorado, con desacuerdos en torno al Brexit y la crisis migratoria del Canal de la Mancha.
En el siglo XXI, Francia y Gran Bretaña, aunque han elegido caminos diferentes y comparten muchas similitudes que se pasan por alto (con aproximadamente la misma población, tamaño económico, compromiso con la democracia, influencia diplomática y como jefes de antiguos imperios globales.  ), a menudo todavía se les llama "rivales históricos", y se percibe una competencia eterna. El autor francés José-Alain Fralon caracterizó la relación entre los países describiendo a los británicos como "nuestros enemigos más queridos".

## Historia

### Época romana y post-romana
Cuando Julio César invadió la Galia, se encontró con aliados de los galos y belgas del sureste de Gran Bretaña que ofrecían ayuda, algunos de los cuales incluso reconocieron al rey de los belgas como su soberano.
Aunque todos los pueblos afectados eran celtas (ya que los anglos germánicos y los francos aún no habían invadido ninguno de los países que más tarde llevarían sus nombres), podría decirse que este podría verse como el primer ejemplo importante de cooperación anglo-francesa en la historia registrada. Como consecuencia, César se sintió obligado a invadir, en un intento de someter a Gran Bretaña. Roma tuvo un éxito razonable en la conquista de la Galia, Gran Bretaña y Bélgica; y las tres áreas se convirtieron en provincias del Imperio Romano.
Durante los siguientes 500 años, hubo mucha interacción entre las dos regiones, ya que tanto Gran Bretaña como Francia estaban bajo dominio romano. Después de la caída del Imperio Romano Occidental, siguieron otros quinientos años con muy poca interacción entre ambos, ya que ambos fueron invadidos por diferentes tribus germánicas. Los anglosajones invadieron el sur de Gran Bretaña y establecieron varios reinos, entremezclando y asimilando a la población británica local durante el proceso, así como las posteriores invasiones vikingas de las islas británicas . Francia vio una mezcla y una conquista parcial por parte de tribus germánicas como los francos salianos para crear los reinos francos. El cristianismo como religión se extendió por todos los ámbitos involucrados durante este período, reemplazando las formas de culto germánicas, celtas y preceltas. Las hazañas de los jefes en este período producirían la leyenda en torno al rey Arturo y Camelot (ahora se cree que es una leyenda basada en las hazañas de muchos jefes británicos de la Alta Edad Media) y el más históricamente verificable Carlomagno, el rey franco que fundó el Sacro Imperio Romano Germánico. en gran parte de Europa occidental. A principios del segundo milenio, las islas británicas estaban principalmente involucradas con el mundo escandinavo, mientras que la principal relación exterior de Francia era con el Sacro Imperio Romano. 

#### Conquista normanda
A mediados del siglo XI, hubo una disputa por el trono inglés, y los normandos de habla francesa, que eran de ascendencia vikinga, franca y galorromana, invadieron Inglaterra bajo el mando de su duque Guillermo el Conquistador y tomaron el poder después. la batalla de Hastings en 1066, y se coronaron reyes de Inglaterra. Los normandos tomaron el control de la tierra y del sistema político. La cultura feudal echó raíces en Inglaterra y, durante los siguientes 150 años, Inglaterra fue generalmente considerada de importancia secundaria respecto de los territorios continentales de la dinastía, especialmente en Normandía y otras provincias francesas occidentales. El idioma oficial de la aristocracia fue el francés durante casi 300 años después de la conquista normanda. Como resultado, muchas palabras francesas se adoptaron en el idioma inglés. Alrededor del 30% del idioma inglés se deriva de varias formas del francés o a través de ellas. Los primeros reyes normandos fueron también los duques de Normandía, por lo que las relaciones fueron algo complicadas entre los países. Aunque aparentemente eran duques bajo el rey de Francia, su mayor nivel de organización en Normandía les dio más poder de facto. Además, eran reyes de Inglaterra por derecho propio; Inglaterra no era oficialmente una provincia de Francia ni una provincia de Normandía. 

### Rebelión de 1088
Con la muerte de William, sus reinos se dividieron entre sus dos hijos (Inglaterra para Guillermo II, Normandía para Roberto II) y concluyó la guerra fronteriza normando-francesa. Las tensiones entre facciones entre los barones normandos, enfrentados a una doble lealtad hacia los dos hijos de William, crearon una breve guerra civil en la que se intentó expulsar a Rufus del trono inglés. Con el fracaso de la rebelión, Inglaterra y Normandía quedaron claramente divididas por primera vez desde 1066.

### Guerra anglo-normanda, 1101
En agosto de 1100, Guillermo II do por una flecha disparada mientras cazaba. Su hermano menor, Enrique I, subió inmediatamente al trono. Se esperaba que fuera para Roberto Curthose, duque de Normandía, pero Roberto estaba en una cruzada y no regresó hasta un mes después de la muerte de Rufus, cuando Enrique tenía firmemente el control de Inglaterra y su ascenso había sido reconocido por el rey Felipe de Francia. Sin embargo, Robert pudo reafirmar su control sobre Normandía, aunque sólo después de renunciar al condado de Maine.

### Guerra anglo-normanda, 1105-1106
Tras las crecientes tensiones entre los hermanos y la evidencia de la debilidad del gobierno de Roberto, Enrique I invadió Normandía en la primavera de 1105 y desembarcó en Barfleur. La guerra anglo-normanda que siguió fue más larga y destructiva, e implicó asedios de Bayeux y Caen ; pero Enrique tuvo que regresar a Inglaterra a finales del verano, y no fue hasta el verano siguiente que pudo reanudar la conquista de Normandía. Mientras tanto, el duque Roberto aprovechó la oportunidad para apelar a su señor, el rey Felipe, pero no pudo obtener ayuda de él. El destino de Robert y el ducado quedó sellado en la batalla de Tinchebray el 28 o 29 de septiembre de 1106: Roberto fue capturado y encarcelado por el resto de su vida. Enrique era ahora, como su padre, rey de Inglaterra y duque de Normandía, y el escenario estaba preparado para una nueva ronda de conflicto entre Inglaterra y Francia.

### Guerra anglo-francesa, 1117-1120
En 1108, Felipe I, que había sido rey de Francia desde antes de la conquista normanda, murió y fue sucedido por su hijo Luis VI, que ya llevaba varios años dirigiendo la administración del reino en nombre de su padre.
Luis había sido inicialmente hostil a Roberto Curthose y amistoso con Enrique I; pero con la adquisición de Normandía por parte de Enrique, resurgieron las antiguas rivalidades normando-francesas. De 1109 a 1113, estallaron enfrentamientos en Vexin; y en 1117 Luis hizo un pacto con Balduino VII de Flandes, Fulco V de Anjou y varios barones normandos rebeldes para derrocar el gobierno de Enrique en Normandía y reemplazarlo por Guillermo Clito, hijo de Curthose. Sin embargo, por suerte y diplomacia, Enrique eliminó a los flamencos y angevinos de la guerra, y el 20 de agosto de 1119 en la batalla de Bremule derrotó a los franceses. Luis se vio obligado a aceptar el gobierno de Enrique en Normandía y aceptó el homenaje de su hijo William Adelin por el feudo en 1120.

#### Alta Edad Media

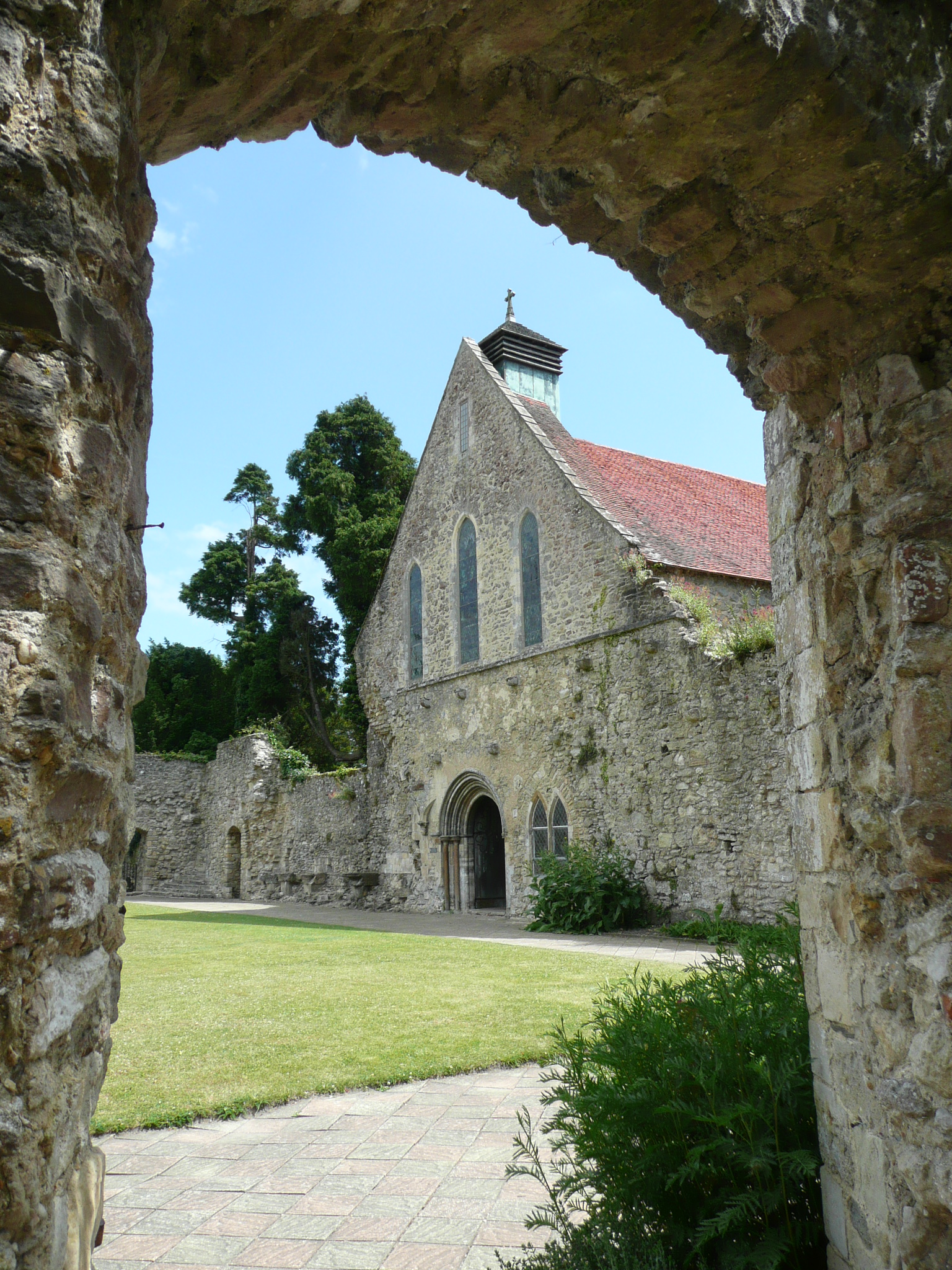
Abadía de Beaulieu, fundada por el rey Juan de Inglaterra para los cistercienses, una orden religiosa de Francia que dio a la abadía su nombre actual, que en francés significa "lugar hermoso".

Durante el reinado de la dinastía Plantagenet, estrechamente relacionada, que tenía su sede en su Imperio angevino, y en el apogeo del tamaño del imperio, un tercio de Francia estaba bajo control angevino, así como toda Inglaterra. Sin embargo, casi todo el imperio angevino se perdió en manos de Felipe II de Francia bajo Ricardo Corazón de León, Juan y Enrique III de Inglaterra. Esto último finalmente dio a los ingleses una identidad clara como pueblo anglosajón bajo una corona firmemente anglicizada (aunque francófona, pero no francesa). Enrique III era un admirador de Eduardo el Confesor y se registra que hizo un esfuerzo por aprender inglés antiguo, al igual que Eduardo I.
Si bien los ingleses y los franceses habían estado frecuentemente enfadados, siempre habían tenido una cultura común y pocas diferencias fundamentales en identidad. El nacionalismo había sido mínimo en una época en la que la mayoría de las guerras tenían lugar entre señores feudales rivales a escala subnacional. El último intento de unir las dos culturas bajo tales líneas fue probablemente una rebelión fallida, apoyada por Francia, para deponer a Eduardo II. También fue durante la Edad Media cuando el rey Juan de Escocia y Felipe IV de Francia firmaron una alianza franco-escocesa, conocida como la Alianza Antigua. 

#### La guerra de los cien años

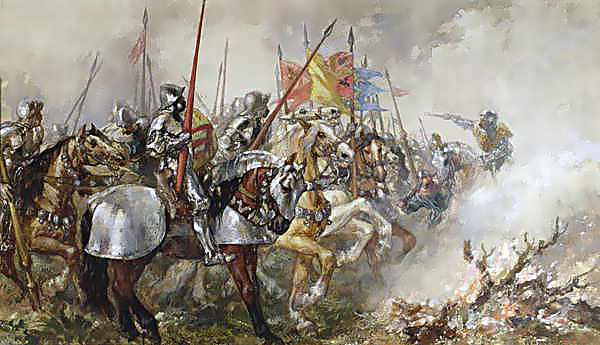
Durante la Guerra de los Cien Años, Inglaterra y Francia lucharon por la supremacía. Tras la batalla de Agincourt, los ingleses obtuvieron el control del vasto territorio francés, pero finalmente fueron expulsados. Los monarcas ingleses seguirían reclamando el trono de Francia hasta 1800.

La monarquía inglesa se integró cada vez más con sus súbditos y recurrió al idioma inglés de todo corazón durante la guerra de los Cien Años, entre 1337 y 1453. Aunque la guerra fue en principio una mera disputa territorial, cambió drásticamente las sociedades a ambos lados del Canal. Los ingleses, aunque ya políticamente unidos, por primera vez se sintieron orgullosos de su lengua e identidad, mientras que los franceses se unieron políticamente.  
Varias de las batallas anglofrancesas más famosas tuvieron lugar durante la guerra de los Cien Años: Crécy, Poitiers, Agincourt, Orleans, Patay, Formigny y Castillon. Las principales fuentes de orgullo francés surgieron de su liderazgo durante la guerra. Bertrand du Guesclin fue un estratega brillante que obligó a los ingleses a abandonar las tierras que habían adquirido en el Tratado de Brétigny, un tratado comprometedor que la mayoría de los franceses vieron como una humillación. Juana de Arco fue otra figura unificadora que hasta el día de hoy representa una combinación de fervor religioso y patriotismo francés para toda Francia. Después de su inspiradora victoria en Orleans y lo que muchos vieron como el martirio de Juana a manos de borgoñones e ingleses, Jean de Dunois finalmente obligó a los ingleses a salir de toda Francia excepto Calais, que no se perdió hasta 1558. Además de fijar las identidades nacionales, la guerra de los Cien Años fue la raíz de la tradicional rivalidad y, en ocasiones, del odio entre los dos países. Durante esta época, los ingleses perdieron sus últimos territorios en Francia, excepto Calais, que permanecería en manos inglesas durante otros 105 años, aunque los monarcas ingleses continuaron llamándose Reyes de Francia hasta 1800. 

#### La alianza franco-escocesa
Francia y Escocia acordaron defenderse mutuamente en caso de un ataque de Inglaterra a cualquiera de ellas en varios tratados, los más notables de los cuales fueron los de 1327 y 1490. Siempre hubo matrimonios mixtos entre las casas reales escocesa y francesa, pero esto solidificó aún más el vínculo entre la realeza.  El historiador escocés JB Black adoptó una visión crítica y argumentó sobre la alianza:
"Los escoceses... el amor por su "viejo" aliado nunca había sido un sentimiento positivo alimentado por una comunidad cultural, sino un afecto creado artificialmente que descansaba sobre la base negativa de la enemistad hacia Inglaterra."

#### El período moderno temprano

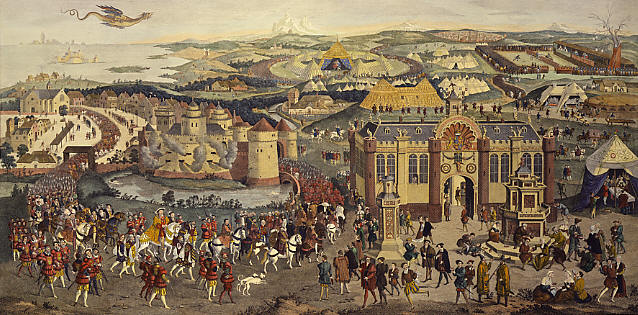
Enrique VIII y Francisco I se reunieron en el Campo del Paño de Oro en 1519, lo que marcó brevemente un período de distensión entre las dos naciones.

Los ingleses y franceses participaron en numerosas guerras en los siglos siguientes. Tomaron bandos opuestos en todas las guerras italianas entre 1494 y 1559.
Una división aún más profunda se produjo durante la Reforma inglesa, cuando la mayor parte de Inglaterra se convirtió al protestantismo y Francia siguió siendo católica romana. Esto permitió a cada bando ver al otro no sólo como un mal extranjero sino también como un mal herético. En ambos países hubo un intenso conflicto civil-religioso. Debido a la opresión del rey católico Luis XIII de Francia, muchos hugonotes protestantes huyeron a Inglaterra. De manera similar, muchos católicos huyeron de Inglaterra a Francia. Escocia tenía una relación muy estrecha con Francia en el siglo XVI, con matrimonios mixtos al más alto nivel.
Enrique VIII de Inglaterra había buscado inicialmente una alianza con Francia, y en el Campo del Paño de Oro se vio un encuentro cara a cara entre él y el rey Francisco I de Francia. María, reina de Escocia (1542-1587) nació del rey Jaime V y su segunda esposa francesa, María de Guisa, y se convirtió en reina cuando su padre murió en las guerras con Inglaterra. Su madre se convirtió en regente, trajo asesores franceses y gobernó Escocia al estilo francés. David Ditchburn y Alastair MacDonald sostienen:
"Sin embargo, el protestantismo recibió un enorme impulso en Escocia, especialmente entre las clases gobernantes, gracias a la asfixiante aceptación política de la Francia católica. La amenaza a la independencia de Escocia parecía provenir con mayor fuerza de Francia, no de Inglaterra... Y la absorción por parte de Francia no era un futuro que atrajera a los escoceses."

### SigloXVII

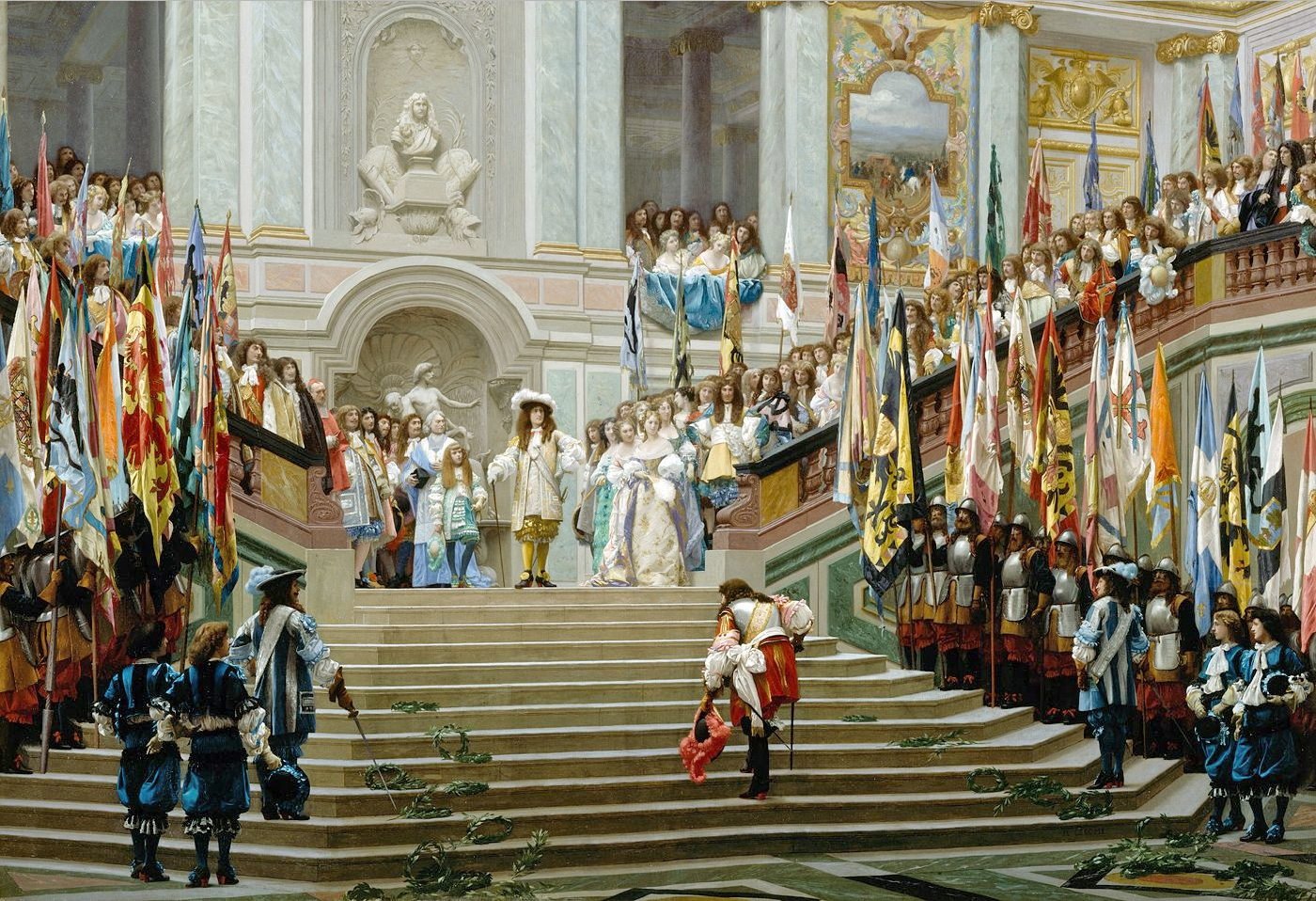
Los ingleses temían que el rey Luis XIV de Francia dominara Europa y dedicaron sus esfuerzos a frustrar este objetivo.

Si bien España había sido la potencia mundial dominante en el siglo XVI y principios del XVII, los ingleses a menudo se habían puesto del lado de Francia como contrapeso contra ellos.  Este diseño tenía como objetivo mantener el equilibrio de poder europeo y evitar que un país obtuviera una supremacía abrumadora. Francia reemplazó a España como potencia dominante después de 1650, por lo que la base de la estrategia inglesa fue el temor de que una monarquía universal francesa de Europa pudiera abrumar a las islas británicas. 
Al concluir la Revolución inglesa, la recién formada República bajo Oliver Cromwell, "la Commonwealth de Inglaterra" se unió a los franceses contra España durante la última década de la Guerra Franco-Española (1635-1659). Los ingleses estaban particularmente interesados en la problemática ciudad de Dunkerque y de acuerdo con la alianza la ciudad fue entregada a los ingleses después de la Batalla de las Dunas (1658), pero después de que la monarquía fue restaurada en Inglaterra, Carlos II la vendió de nuevo a los ingleses. Francés en 1662 por 320.000 libras esterlinas.
Tras la conclusión del Tratado de Westfalia de la guerra de los Treinta Años (1618-1648) en 1648, y cuando Francia finalmente venció a sus rebeldes "príncipes de sangre" y a los hugonotes protestantes, finalmente llegaron las largamente libradas guerras de la Fronda (guerras civiles) hasta el fin. Al mismo tiempo, el poder de España se vio gravemente debilitado por décadas de guerras y rebeliones, y Francia comenzó a asumir un papel más asertivo bajo el rey Luis XIV de Francia con una política expansionista tanto en Europa como en todo el mundo. La política exterior inglesa se dirigió ahora a impedir que Francia obtuviera la supremacía en el continente y creara una monarquía universal. Para los franceses, Inglaterra era una nación aislada y pirata que dependía en gran medida del poder naval y, en particular, de los corsarios, a los que se referían como la Pérfida Albión.
Inglaterra y Francia lucharon entre sí en la Guerra de la Liga de Augsburgo de 1688 a 1697, que marcó la pauta para las relaciones entre Francia y Gran Bretaña durante el siglo XVIII. Las guerras se libraban de forma intermitente y cada nación formaba parte de un patrón de alianzas en constante cambio conocido como la cuadrilla majestuosa. 

### SigloXVIII

El Acta de Unión se aprobó en 1707 en parte para unificar a Gran Bretaña contra la percibida amenaza francesa.

En parte por temor a una intervención continental, en 1707 se aprobó un Acta de Unión que creaba el Reino de Gran Bretaña y fusionaba formalmente los reinos de Escocia e Inglaterra (este último reino incluía a Gales).  Mientras la nueva Gran Bretaña se volvía cada vez más parlamentaria, Francia continuó con su sistema de monarquía absoluta. 
La Gran Bretaña recién unida luchó contra Francia en la guerra de sucesión española de 1702 a 1713, y en la guerra de sucesión de Austria de 1740 a 1748, intentando mantener el equilibrio de poder en Europa. Los británicos tenían una armada enorme pero mantenían un pequeño ejército terrestre, por lo que Gran Bretaña siempre actuó en el continente en alianza con otros estados como Prusia y Austria, ya que no podían luchar solos contra Francia. De la misma manera, Francia, al carecer de una armada superior, fue incapaz de lanzar una invasión exitosa de Gran Bretaña.

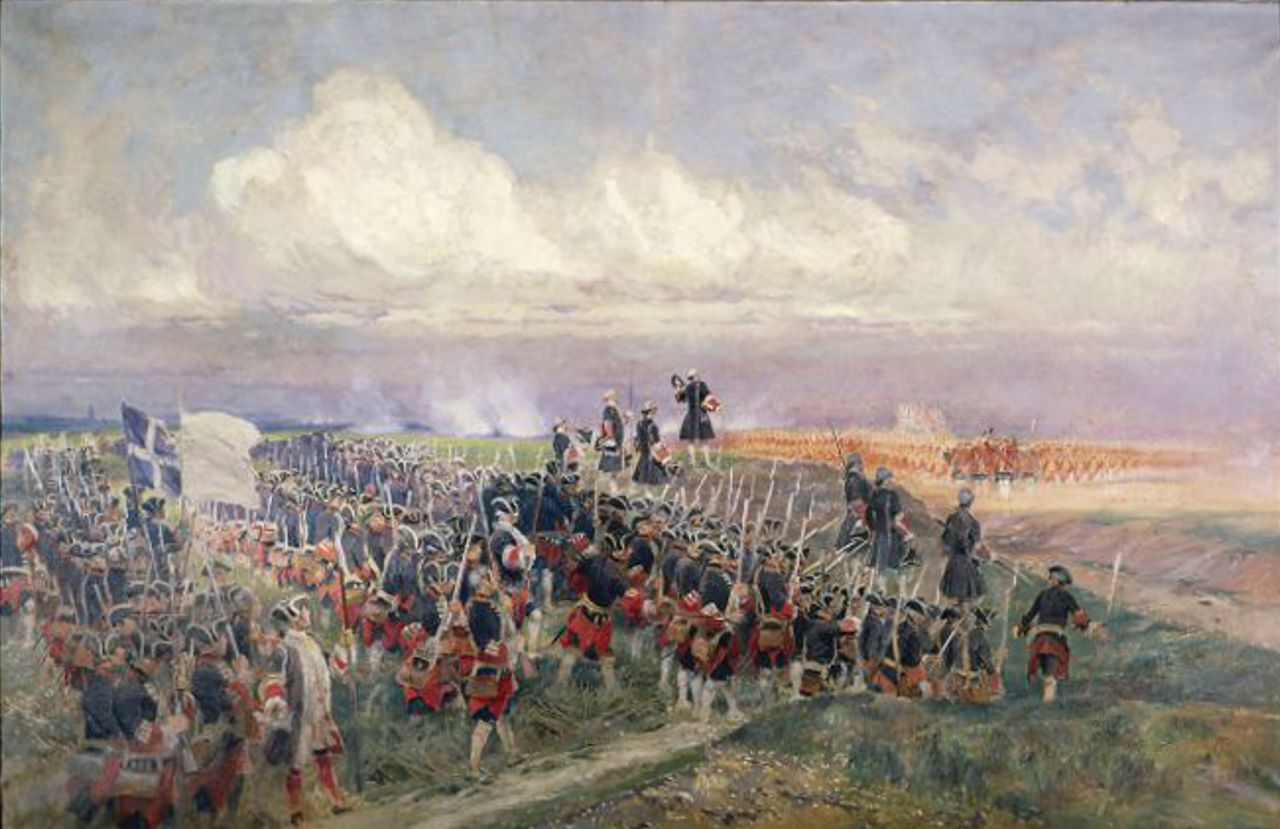
La guerra de sucesión de Austria fue una de varias guerras en las que los estados intentaron mantener el equilibrio de poder europeo.

Francia prestó apoyo a los pretendientes jacobitas que reclamaban el trono británico, con la esperanza de que una monarquía jacobita restaurada se inclinara a ser más profrancesa. A pesar de este apoyo, los jacobitas no lograron derrocar a los monarcas de Hannover. 
El cuarto de siglo posterior al Tratado de Utrecht de 1713 fue pacífico, sin guerras importantes y sólo unos pocos episodios militares secundarios de menor importancia. Las principales potencias se habían agotado en la guerra, con muchas muertes, veteranos discapacitados, armadas arruinadas, altos costos de pensiones, cuantiosos préstamos e impuestos elevados. Utrecht fortaleció el sentido de un derecho internacional útil e inauguró una era de relativa estabilidad en el sistema estatal europeo, basada en una política de equilibrio de poder en la que ningún país llegaría a ser dominante. Robert Walpole, el principal formulador de políticas británicas, dio prioridad a la paz en Europa porque era buena para su nación comercial y su creciente Imperio Británico. El historiador británico GM Trevelyan sostiene:
"Ese Tratado [de Utrecht], que inauguró el período estable y característico de la civilización del siglo XVIII, marcó el fin del peligro que representaba para Europa la antigua monarquía francesa, y marcó un cambio de no menor importancia para el mundo en general: La supremacía marítima, comercial y financiera de Gran Bretaña."
Pero el "equilibrio" necesitaba una aplicación armada. Gran Bretaña desempeñó un papel militar clave como "equilibrador". Los objetivos eran reforzar el sistema de equilibrio de poder de Europa para mantener la paz necesaria para que floreciera el comercio británico y crecieran sus colonias y, finalmente, fortalecer su propia posición central en el sistema de equilibrio de poder en el que nadie podía dominar al resto. Otras naciones reconocieron a Gran Bretaña como el "equilibrador". Al final, el acto de equilibrio requirió que Gran Bretaña contuviera las ambiciones francesas. La contención condujo a una serie de guerras cada vez más grandes entre Gran Bretaña y Francia, que terminaron con resultados mixtos. Gran Bretaña solía estar alineada con los Países Bajos y Prusia, y subsidiaba a sus ejércitos. Estas guerras envolvieron a toda Europa y las colonias de ultramar. Estas guerras tuvieron lugar en cada década a partir de la década de 1740 y culminaron con la derrota de la Francia de Napoleón en 1814. 

#### Expansión en el extranjero
A partir de la década de 1650, el Nuevo Mundo se convirtió cada vez más en un campo de batalla entre las dos potencias. El diseño occidental de Oliver Cromwell pretendía construir una presencia británica cada vez mayor en América del Norte, comenzando con la adquisición de Jamaica al Imperio español en 1652. El primer asentamiento británico en América del Norte continental se fundó en 1607 y, en la década de 1730, se habían convertido en trece colonias separadas.
Los franceses habían colonizado la provincia de Canadá al norte y controlaban Saint-Domingue en el Caribe, la colonia más rica del mundo.  Ambos países, reconociendo el potencial de la India, establecieron allí puestos comerciales. Las guerras entre los dos estados incluyeron cada vez más combates en estos otros continentes. Santa Lucía cambió de amo catorce veces en estas disputas, la mayoría a finales del siglo XVIII

#### Guerra de los Siete Años

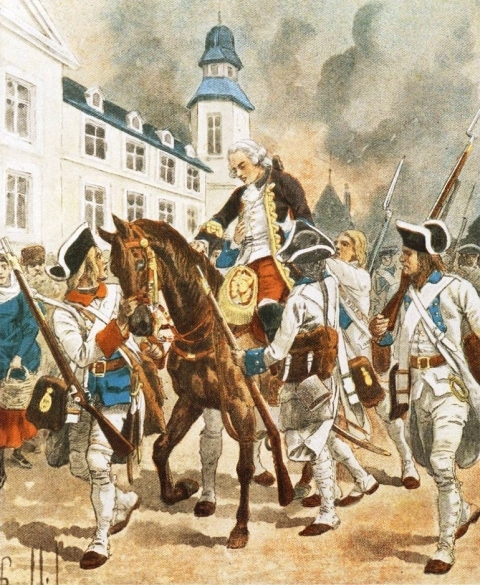
La pérdida de Quebec ante los británicos en 1759 fue un duro golpe para las ambiciones coloniales francesas, agravado por las derrotas en Europa y la India.

Los franceses y los británicos lucharon entre sí e hicieron tratados con las tribus nativas americanas para hacerse con el control de América del Norte. Ambas naciones codiciaban el territorio de Ohio y, en 1753, una expedición británica dirigida por George Washington se enfrentó a una fuerza francesa. Poco después estalló la guerra franco-india, que inicialmente tuvo lugar sólo en América del Norte, pero en 1756 pasó a formar parte de la guerra de los Siete Años, más amplia, en la que Gran Bretaña y Francia formaban parte de coaliciones opuestas.
La guerra de los Siete Años se considera un momento crítico en la historia de las relaciones anglo-francesas, que sentó las bases para el dominio del Imperio Británico durante los siguientes dos siglos y medio.

#### Mar del Sur
Habiendo perdido Nueva Francia (Canadá) y la India en el hemisferio norte, muchos franceses centraron su atención en construir un segundo imperio al sur del ecuador, desencadenando así una carrera por el Océano Pacífico. Fueron apoyados por el rey Luis XV y por el duque de Choiseul, ministro de la Guerra y de la Marina. En 1763, Louis Bougainville zarpó de Francia con dos barcos, varias familias, ganado, caballos y cereales. Estableció la primera colonia en las Islas Malvinas en Port Saint Louis en febrero de 1764. Una vez hecho esto, el plan de Bougainville era utilizar el nuevo asentamiento como base francesa desde donde podría iniciar una búsqueda del continente sur largamente imaginado (pero aún sin descubrir) y reclamarlo para Francia. 
Mientras tanto, el Secretario del Almirantazgo, Philip Stephens, envió rápida y secretamente a John Byron a las Malvinas y alrededor del mundo. Le siguió en 1766 Samuel Wallis, quien descubrió Tahití y la reclamó para Gran Bretaña. Bougainville siguió y reclamó Tahití para Francia en 1768, pero cuando intentó llegar a la costa este de Nueva Holanda (Australia), se vio frustrado por la Gran Barrera de Coral. 
El Almirantazgo envió al Capitán Cook al Pacífico en tres viajes de descubrimiento en 1768, 1772 y 1776. Cook fue asesinado en Hawái en 1779 y sus dos barcos, el Resolución y el Discovery, llegaron a casa en octubre de 1780.
La carrera por el territorio en los Mares del Sur continuó hasta el siglo XIX. Aunque los británicos se habían asentado en la región oriental de Nueva Holanda, en 1800 Napoleón envió una expedición comandada por Nicolas Baudin para adelantarse a los británicos en las costas sur y oeste del continente. 

#### Guerra de Independencia de Estados Unidos

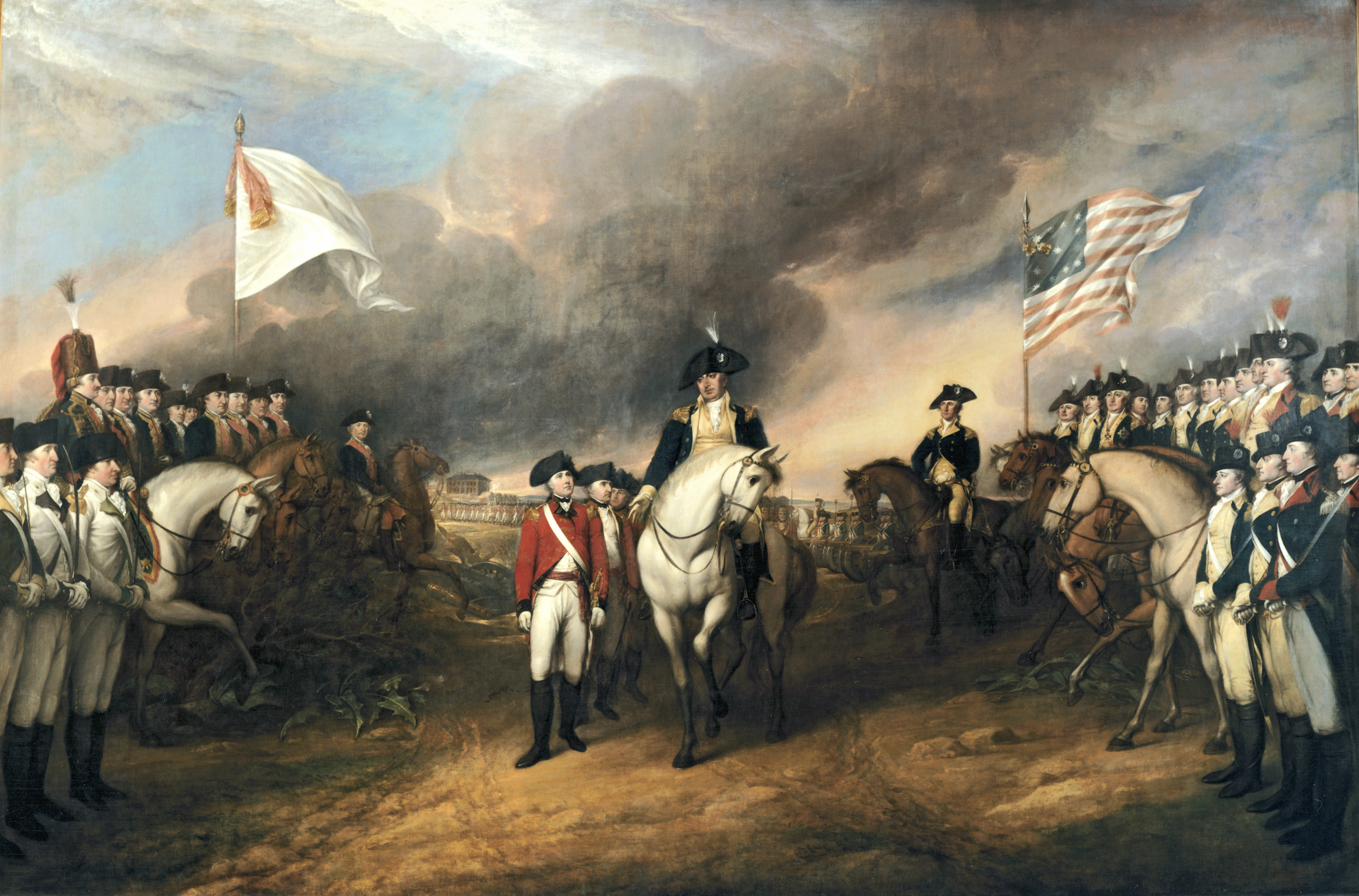
La derrota británica en Yorktown fue posible gracias a las acciones de una flota francesa y un ejército combinado francés y estadounidense bajo el mando de George Washington. Marcó el fin del Primer Imperio Británico.

A medida que el descontento de los patriotas estadounidenses con las políticas británicas se convirtió en una rebelión en 1774-1775, los franceses vieron una oportunidad para socavar el poder británico. Cuando estalló la guerra de Independencia de Estados Unidos en 1775, los franceses comenzaron a enviar suministros e inteligencia encubiertos a los patriotas estadounidenses. 
En 1778, Francia, ansiosa por sacar provecho de la derrota británica en Saratoga, reconoció a los Estados Unidos de América como una nación independiente. Al negociar con el embajador Benjamín Franklin en París, formaron una alianza militar.  En 1779, Francia convenció a su aliado España para que declarara la guerra a Gran Bretaña.  Francia envió tropas para luchar junto a los estadounidenses y sitió Gibraltar con España. Se elaboraron planes, pero nunca se pusieron en práctica, para lanzar una invasión de Inglaterra. La amenaza obligó a Gran Bretaña a mantener en Gran Bretaña muchas tropas que eran necesarias en Estados Unidos. Además, se pidió a los británicos que retiraran sus fuerzas del continente americano para proteger sus posesiones más valiosas en las Indias Occidentales. Si bien los franceses inicialmente no pudieron romper la cadena de victorias británicas, las acciones combinadas de las fuerzas estadounidenses y francesas, y una victoria clave de una flota francesa sobre una flota de rescate británica, obligaron a los británicos a una rendición decisiva en Yorktown, Virginia, en 1781.  Durante un breve período después de 1781, la superioridad naval británica estuvo amenazada por una alianza entre Francia y España. Sin embargo, los británicos se recuperaron, derrotaron a la principal flota francesa en abril de 1782 y mantuvieron el control de Gibraltar.  En 1783, el Tratado de París dio a la nueva nación el control sobre la mayor parte de la región al este del río Misisipi; España ganó Florida a Gran Bretaña y retuvo el control del vasto territorio de Luisiana; Francia recibió poco excepto una enorme deuda. 

#### La Revolución Francesa y Napoleón

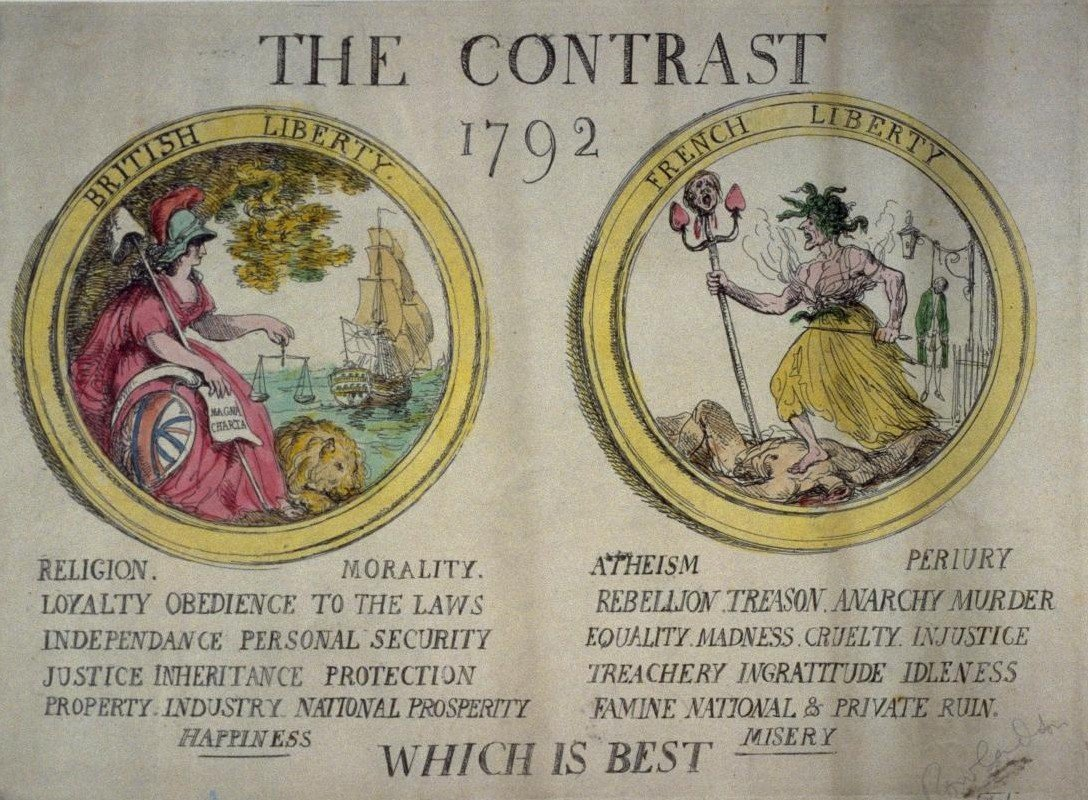
La revolución fue inicialmente popular en Gran Bretaña, pero luego sus agitaciones se convirtieron en motivo de alarma, como lo demuestra esta caricatura de 1792 que contrasta la "libertad británica" con la "libertad francesa".

Las monarquías de Europa continental fueron a la guerra contra Francia para proteger sus monarquías contra la amenaza revolucionaria de las repúblicas. Los objetivos británicos eran más complejos: no sólo defender su seguridad nacional, sino aún más mantener el equilibrio de poder europeo para que Francia no dominara el continente. La toma de decisiones británica estaba en manos del primer ministro William Pitt y de los Caballeros Grenville y Lord Melville. Idearon estrategias para utilizar la superior Royal Navy y sus superiores recursos financieros. Ambos bandos se demonizaron mutuamente, ampliando así la base de la guerra para incluir a la población total. Londres intentó fomentar rebeliones dentro de Francia, mientras que París envió una fuerza de invasión a Irlanda para provocar una revuelta allí.  Los líderes franceses enfatizaron la población mucho mayor de su nación, el entusiasmo de su ideología revolucionaria y el odio popular hacia los aristócratas exiliados. 
Mientras Francia estaba sumida en el caos, Gran Bretaña aprovechó su debilidad temporal para provocar la guerra civil que se estaba produciendo en Francia y fortalecer sus fuerzas navales. Inicialmente, la Revolución fue popular entre muchos británicos, tanto porque parecía debilitar a Francia como porque se percibía que se basaba en los ideales liberales británicos. Esto comenzó a cambiar cuando la facción jacobina tomó el poder y comenzó el Reinado del Terror en 1793-1794. 

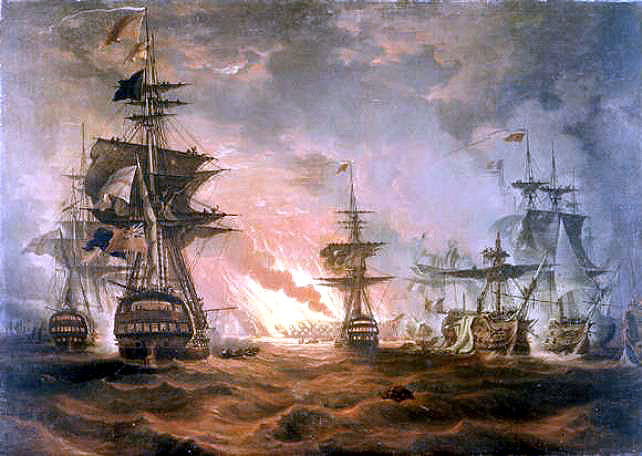
El dominio británico de los mares impidió que Francia ganara ventaja fuera de Europa continental.

Los franceses estaban decididos a difundir su republicanismo revolucionario a otros estados europeos, incluida Gran Bretaña. Inicialmente, los británicos se mantuvieron al margen de las alianzas de los estados europeos que atacaron sin éxito a Francia en su intento de restaurar la monarquía. En Francia se afianzó un nacionalismo nuevo y fuerte que les permitió movilizar fuerzas grandes y motivadas. Tras la ejecución del rey Luis XVI de Francia en 1793, Francia declaró la guerra a Gran Bretaña. Este período de las Guerras Revolucionarias Francesas se conoció como Guerra de la Primera Coalición . Excepto por una breve pausa en 1802-03, las guerras duraron ininterrumpidamente durante 21 años. Durante este tiempo, Gran Bretaña formó varias coaliciones contra los franceses, subsidiando continuamente a otros estados europeos con oro (llamado "Caballería Dorada de San Jorge"), permitiéndoles poner grandes ejércitos en el campo. A pesar de esto, los ejércitos franceses tuvieron mucho éxito en tierra, creando varios estados clientes como la República Bátava, y los británicos dedicaron gran parte de sus propias fuerzas a campañas contra los franceses en el Caribe, con resultados mixtos.   Los británicos y sus aliados tuvieron un mal comienzo en 1793-1794. El principal problema fue la mala coordinación entre Londres y Viena, incluidos retrasos en la planificación, preparativos deficientes y desvío de fuerzas. El resultado fueron reveses diplomáticos y militares en Flandes en el verano de 1794. 

#### Primera fase, 1792 a 1802

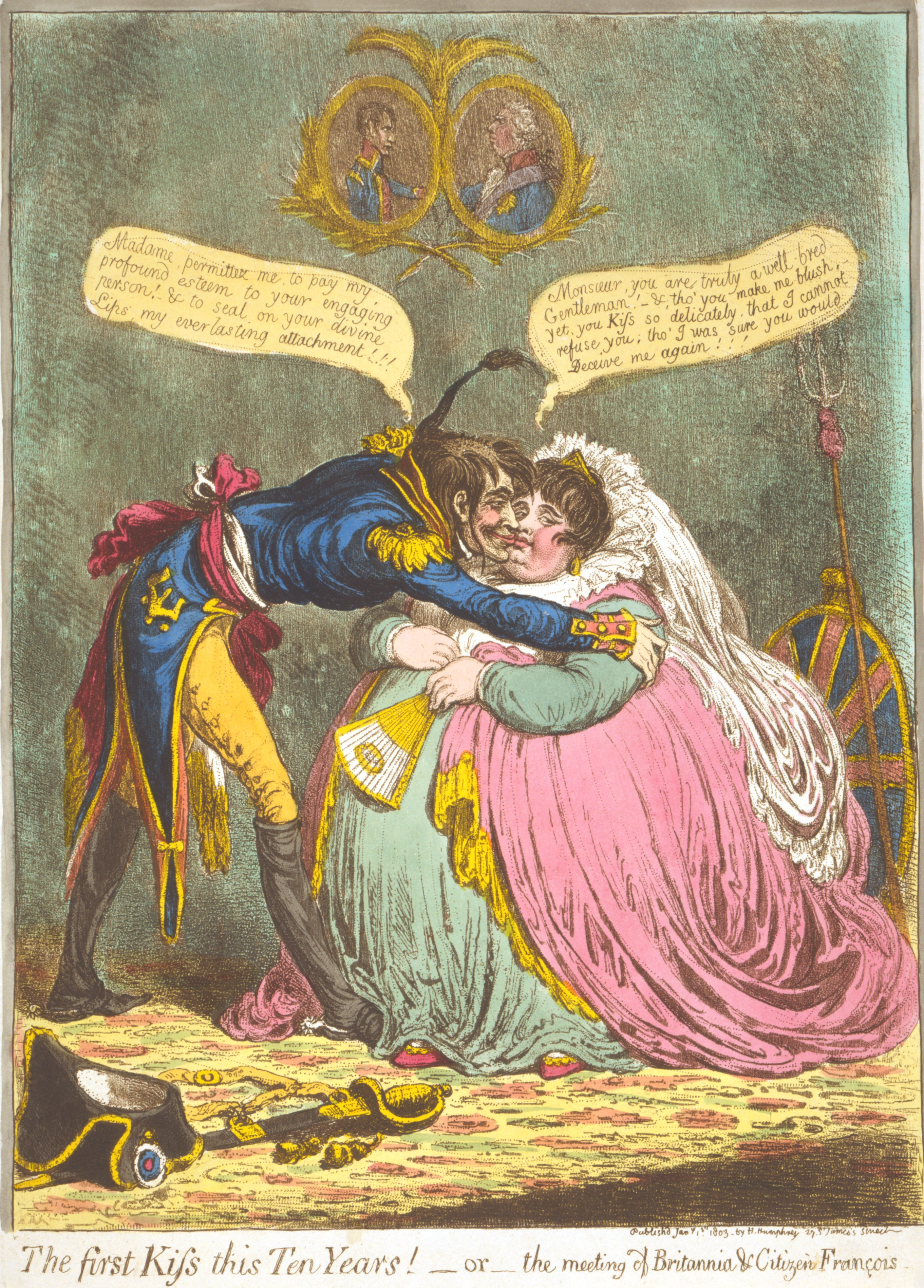
"¡El primer beso en estos diez años! " de James Gillray ridiculiza la breve paz que siguió al Tratado de Amiens en 1802

Tras la ejecución del rey Luis XVI de Francia en 1793, Francia declaró la guerra a Gran Bretaña. Este período de las Guerras Revolucionarias Francesas se conoció como Guerra de la Primera Coalición . Duró de 1792 a 1797. Al depender de su gran Armada Real en lugar de su pequeño ejército, la estrategia británica fue apoyar a aliados más pequeños contra Francia e intentar cortar los envíos de alimentos. Esa fue una estrategia innovadora en la guerra moderna, pero los franceses priorizaron alimentar a su ejército sobre la población y continuaron.  Los aliados continentales de Gran Bretaña libraron casi todos los combates en tierra. Mientras tanto, Francia estableció el sistema de reclutamiento que formó un ejército mucho más grande que cualquier otro país. Después de la ejecución del rey, casi todos los oficiales superiores se exiliaron y una nueva generación muy joven de oficiales, representada por Napoleón, se hizo cargo del ejército francés. Gran Bretaña dependía en gran medida de la Royal Navy, que hundió la flota francesa en la Batalla del Nilo en 1798, atrapando al ejército francés en Egipto. En 1799, Napoleón llegó al poder en Francia y creó una dictadura. Gran Bretaña lideró la Segunda Coalición de 1798 a 1802 contra Napoleón, pero éste en general prevaleció. El Tratado de Amiens de 1802 fue favorable a Francia. Ese tratado equivalía a una tregua de un año en la guerra, que fue reabierta por Gran Bretaña en mayo de 1803.
Gran Bretaña puso fin a la incómoda tregua creada por el Tratado de Amiens cuando declaró la guerra a Francia en mayo de 1803, iniciando así la Guerra de la Tercera Coalición, que duró de 1803 a 1805. Los británicos estaban cada vez más enojados por el reordenamiento del sistema internacional llevado a cabo por Napoleón en Europa occidental, especialmente en Suiza, Alemania, Italia y los Países Bajos. Kagan sostiene que Gran Bretaña se sintió insultada y alarmada, especialmente por la afirmación de control de Suiza por parte de Napoleón.Los británicos se sintieron insultados cuando Napoleón dijo que no merecía tener voz en los asuntos europeos (a pesar de que el rey Jorge era un elector del Sacro Imperio Romano Germánico) y que debería cerrar los periódicos de Londres que vilipendiaban a Napoleón. Rusia, además, decidió que la intervención de Suiza indicaba que Napoleón no buscaba una solución pacífica. Gran Bretaña tenía una sensación de pérdida de control, así como de pérdida de mercados, y estaba preocupada por la posible amenaza de Napoleón a sus colonias de ultramar. McLynn sostiene que Gran Bretaña fue a la guerra en 1803 por una "mezcla de motivos económicos y neurosis nacionales: una ansiedad irracional sobre los motivos e intenciones de Napoleón". Sin embargo, al final resultó ser la elección correcta para Gran Bretaña, porque a la larga las intenciones de Napoleón eran hostiles al interés nacional británico. Además, Napoleón no estaba preparado para la guerra y éste era el mejor momento para que Gran Bretaña la detuviera.  Por lo tanto, Gran Bretaña aprovechó la cuestión de Malta (negandose a seguir los términos del Tratado de Amiens y evacuar la isla).
Los agravios británicos más profundos eran que Napoleón estaba tomando el control personal de Europa, haciendo inestable el sistema internacional y obligando a Gran Bretaña a mantenerse al margen.    

#### Se reanuda la guerra, 1803-1815

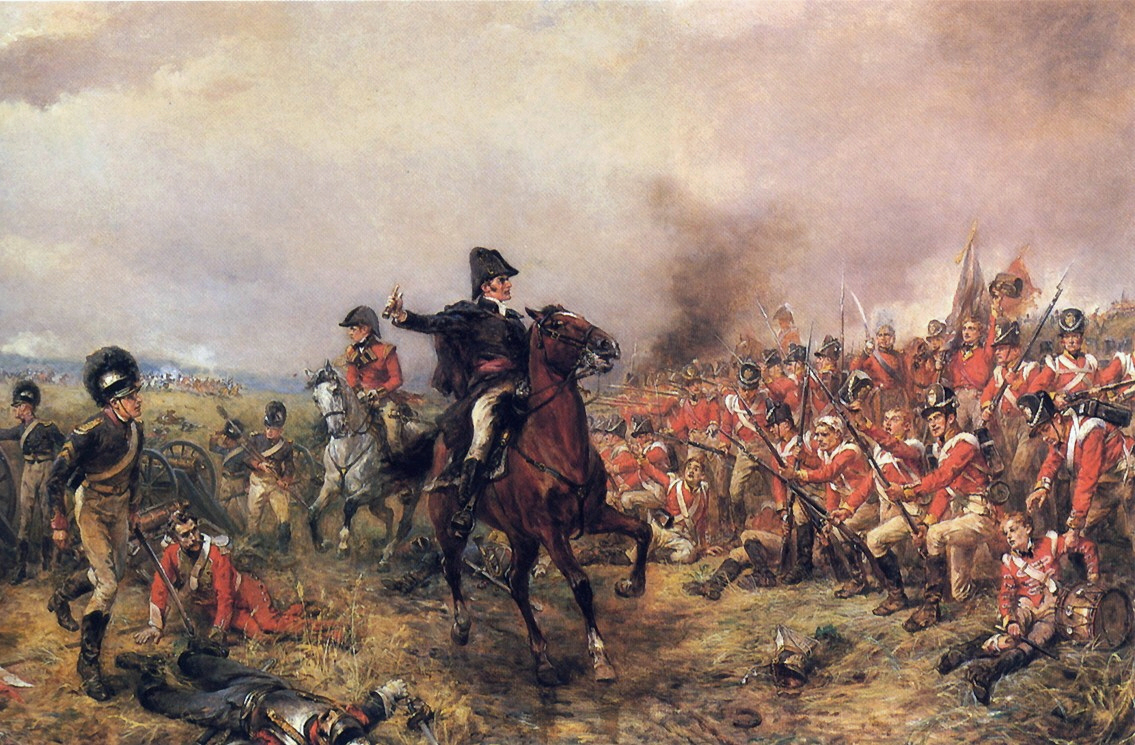
La victoria aliada en Waterloo en 1815 marcó el final de la era napoleónica. Aunque fue la última guerra entre Gran Bretaña y Francia, posteriormente hubo amenazas de guerra.

Después de haber triunfado en el continente europeo contra las otras grandes potencias europeas, Napoleón contempló una invasión del continente británico. Ese plan fracasó tras la aniquilación de la flota franco-española en Trafalgar, coincidiendo con un ataque austríaco contra sus aliados bávaros.
En respuesta, Napoleón estableció un sistema continental mediante el cual a ninguna nación se le permitía comerciar con los británicos. Napoleón esperaba que el embargo aislara a las islas británicas y las debilitara gravemente, pero varios países continuaron comerciando con ellas desafiando esa política. A pesar de ello, la influencia napoleónica se extendió por gran parte de Europa.
En 1808, las fuerzas francesas invadieron Portugal intentando detener el comercio con Gran Bretaña, convirtiendo a España en un estado satélite en el proceso.  Los británicos respondieron enviando una fuerza al mando de Sir Arthur Wellesley que capturó Lisboa.  Napoleón envió fuerzas cada vez mayores a la península ibérica, que se convirtió en el campo de batalla clave entre las dos naciones. Aliados con las fuerzas españolas y portuguesas, los británicos infligieron varias derrotas a los franceses, enfrentándose a un nuevo tipo de guerra llamada guerrilla, que llevó a Napoleón a tildarla de "úlcera española".
Napoleón fue derrotado por fuerzas combinadas británicas, prusianas y holandesas en la batalla de Waterloo en junio de 1815. Con un fuerte apoyo británico, se restauró la monarquía borbónica y Luis XVIII fue coronado rey de Francia. La era napoleónica fue la última ocasión en la que Gran Bretaña y Francia entraron en guerra, pero de ninguna manera marcó el final de la rivalidad entre las dos naciones. El vizconde Castlereagh dio forma a la política exterior británica como ministro de Asuntos Exteriores entre 1812 y 1822; dirigió los movimientos contra Napoleón en 1812 y 1815. Una vez que los aliados de los Borbones volvieron al poder, estableció una asociación con Francia durante el Congreso de Viena. 

### SigloXIX

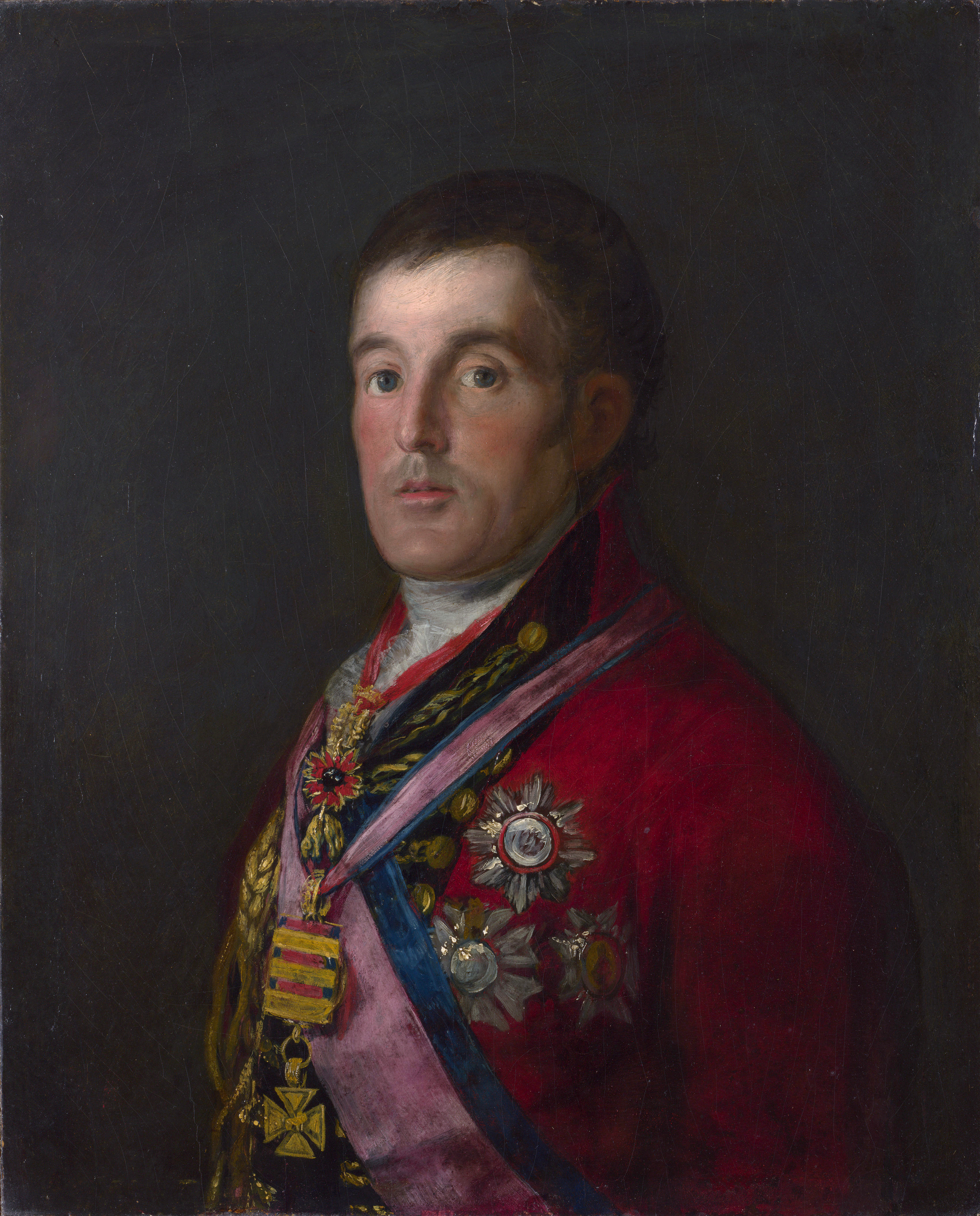
El duque de Wellington derrotó a Napoleón y movilizó apoyo político para la restauración de la monarquía borbónica en Francia.

Gran Bretaña emergió del Congreso de Viena de 1815 como la principal potencia financiera, militar y colonial del mundo, y pasó a disfrutar de un siglo de dominio global en la Pax Britannica. Francia se recuperó de su derrota para reconstruir su posición en el escenario mundial. Los enfoques amistosos de Talleyrand fueron precursores de la Entente Cordiale del siglo siguiente, pero carecían de una dirección y sustancia consistentes. Superando su enemistad histórica, los británicos y los franceses finalmente se convirtieron en aliados políticos, cuando ambos comenzaron a centrar su atención en adquirir nuevos territorios más allá de Europa. Los británicos desarrollaron India y Canadá y colonizaron Australia, extendiendo sus poderes a varios continentes diferentes como el Segundo Imperio Británico. Asimismo, los franceses fueron bastante activos en el sudeste asiático y África.
Con frecuencia hacían bromas estereotipadas unos sobre otros, e incluso uno al lado del otro en la guerra criticaban las tácticas de cada uno. Como un oficial de la Marina Real le dijo al corsario francés Robert Surcouf : "Ustedes, los franceses, luchan por el dinero, mientras que nosotros, los británicos, luchamos por el honor", Surcouf respondió: "Señor, un hombre lucha por lo que más le falta". Según una historia, un diplomático francés le dijo una vez a Lord Palmerston: "Si no fuera francés, desearía ser inglés"; a lo que Palmerston respondió: "Si no fuera inglés, desearía ser inglés".  Al ver la desastrosa carga británica de la Brigada Ligera en la guerra de Crimea contra Rusia, el mariscal francés Pierre Bosquet dijo: "C'est magnifique, mais ce n'est pas la guerre". ('Es magnífico, pero no es guerra.') Con el tiempo, las relaciones se estabilizaron cuando los dos imperios intentaron consolidarse en lugar de extenderse.

#### La monarquía de Julio y el comienzo de la época victoriana

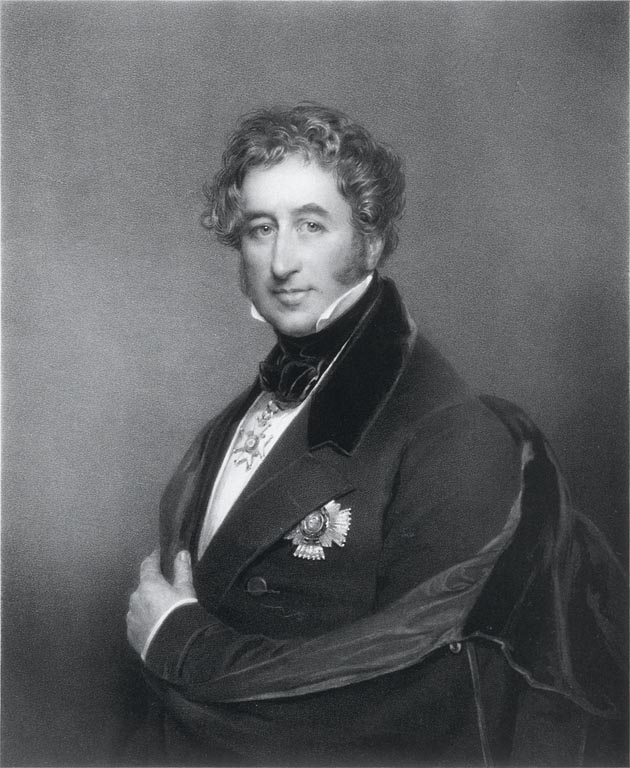
El ministro de Asuntos Exteriores británico, el vizconde Palmerston, se alió con el monarca francés Luis Felipe.

En 1830, Francia experimentó la Revolución de Julio para expulsar a los reaccionarios reyes Borbones e instalar al orléanista Luis Felipe como rey. Por el contrario, el reinado de la reina Victoria comenzó en 1837 de forma pacífica. Las principales potencias europeas (Rusia, Austria, Gran Bretaña y, en menor medida, Prusia) estaban decididas a mantener a Francia bajo control, por lo que Francia en general siguió una política exterior cautelosa. Louis-Phillipe se alió con Gran Bretaña, el país con el que Francia compartía la forma de gobierno más similar, y su combativo Secretario de Asuntos Exteriores, Lord Palmerston.  En el primer año de Luis Felipe en el poder, se negó a anexar Bélgica durante su revolución y, en cambio, siguió la línea británica de apoyar la independencia. A pesar de las posturas del destacado ministro francés Adolphe Thiers en 1839-1840 de que Francia protegería al cada vez más poderoso Muhammad Ali de Egipto (un virrey del Imperio Otomano ), no llegaron refuerzos y en 1840, para gran vergüenza de Francia, Ali se vio obligado a firmar el Convenio de Londres por las potencias. Las relaciones se enfriaron nuevamente bajo los gobiernos de François Guizot y Robert Peel. Sin embargo, se amargaron una vez más en 1846 cuando, con Palmerston de regreso como Secretario de Relaciones Exteriores, el gobierno francés acordó apresuradamente que Isabel II de España y su hermana se casaran con miembros de las dinastías Borbón y Orléanista, respectivamente. Palmerston había esperado arreglar un matrimonio, y "El asunto de los matrimonios españoles" ha sido generalmente visto desfavorablemente por los historiadores británicos aunque una visión más comprensiva ha sido se han adoptado en los últimos años. 

#### Segundo Imperio Francés

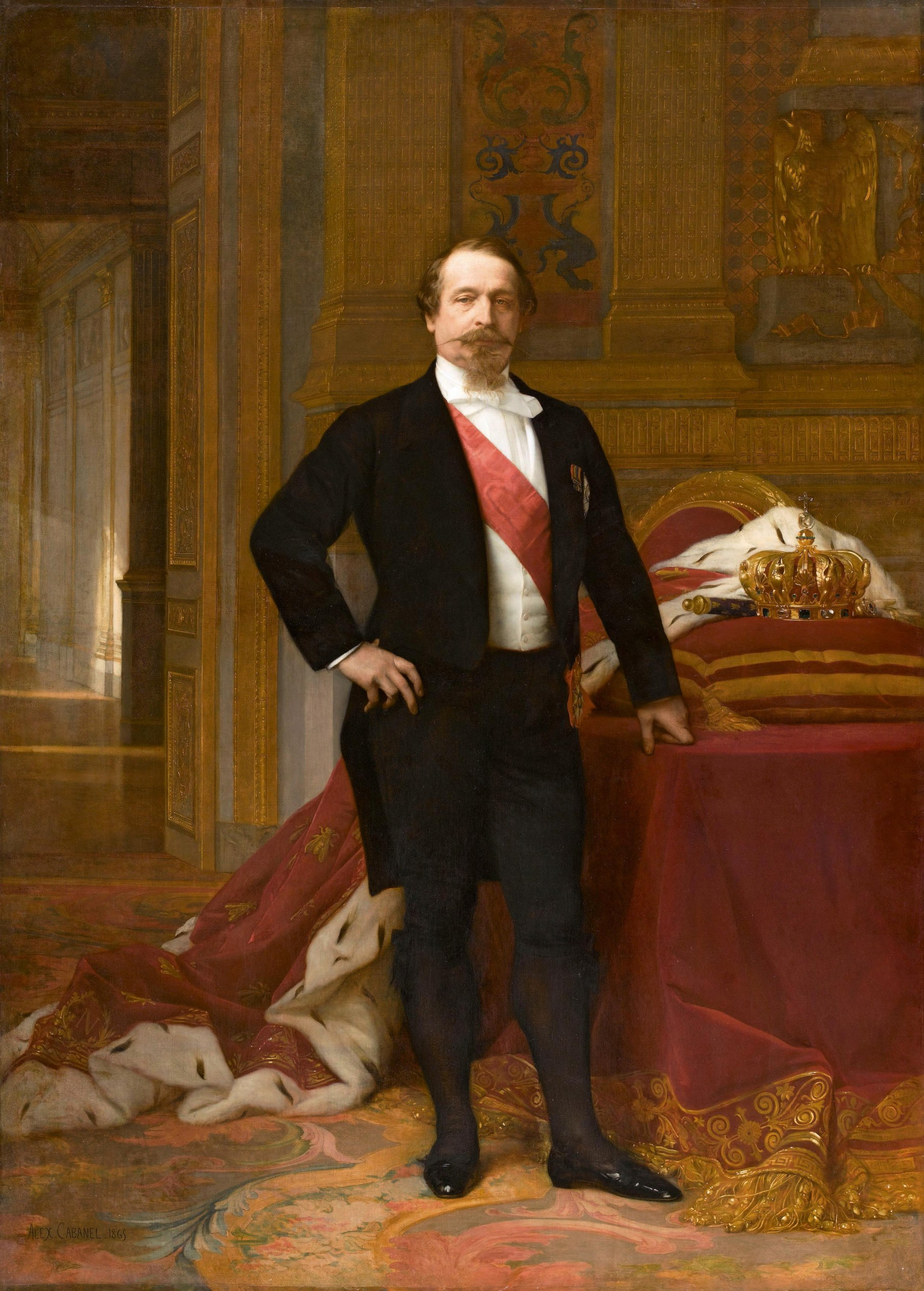
Emperador francés Napoleón III

Lord Aberdeen (secretario de Asuntos Exteriores de 1841 a 1846) negoció una Entente Cordiale con François Guizot y Francia a principios de la década de 1840. Sin embargo, Luis Napoleón Bonaparte fue elegido presidente de Francia en 1848 y se proclamó emperador Napoleón III en 1851. Napoleón III tuvo una política exterior expansionista, que vio a los franceses profundizar la colonización de África y establecer nuevas colonias, en particular Indochina. Los británicos se alarmaron inicialmente y encargaron una serie de fuertes en el sur de Inglaterra diseñados para resistir una invasión francesa. Lord Palmerston, como ministro de Asuntos Exteriores y primer ministro, tenía estrechos vínculos personales con destacados estadistas franceses, en particular el propio Napoleón III. El objetivo de Palmerston era establecer relaciones pacíficas con Francia para liberar la mano diplomática británica en otras partes del mundo. 

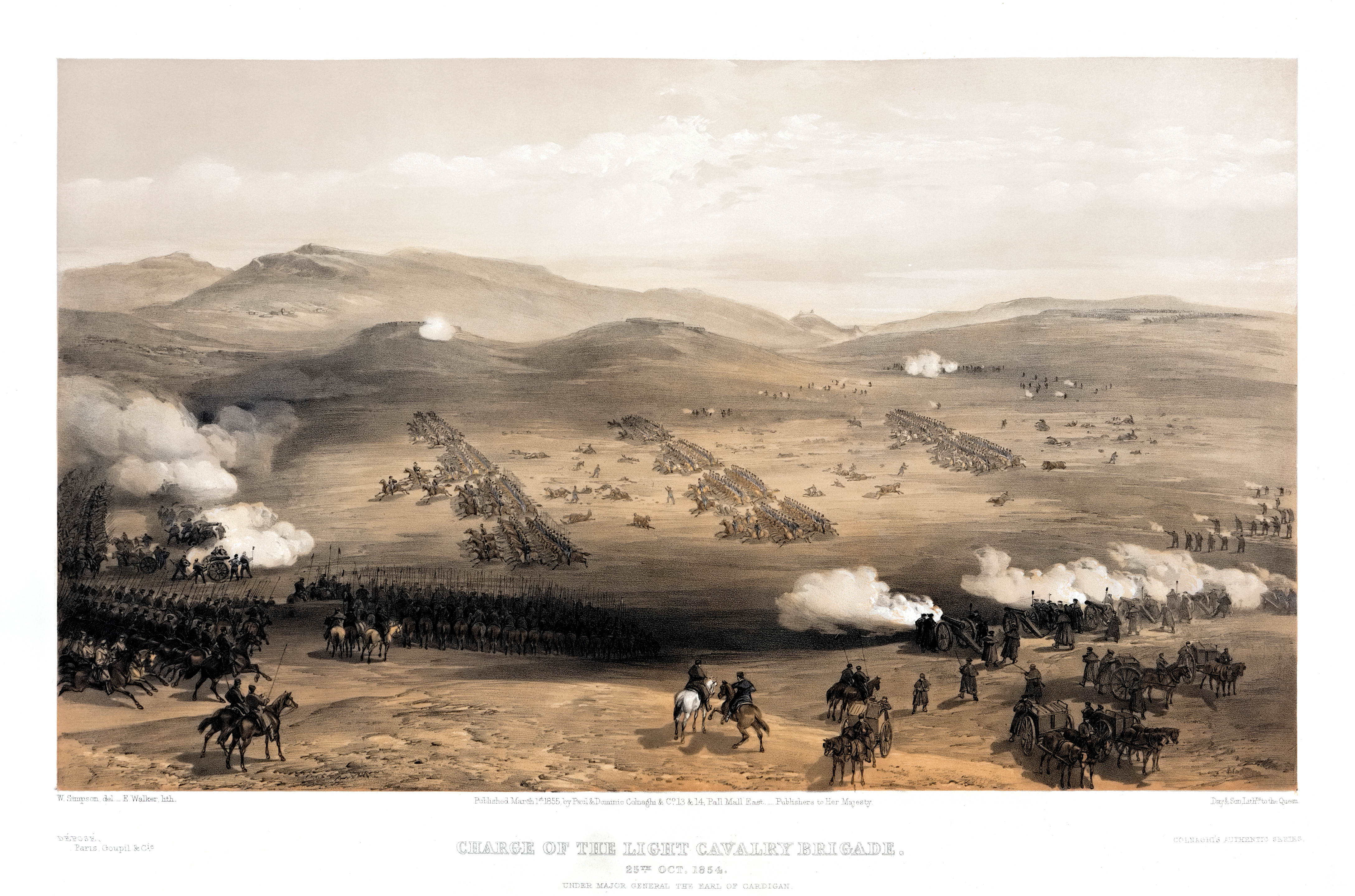
Francia y Gran Bretaña fueron aliados durante la Guerra de Crimea, y ambos tenían como objetivo controlar el poder de una Rusia en expansión. Durante la icónica Carga de la Brigada Ligera, la cobertura de la caballería francesa permitió a los supervivientes británicos escapar.

Al principio, Napoleón tenía una política exterior probritánica y estaba ansioso por no disgustar al gobierno británico, cuya amistad consideraba importante para Francia. Después de una breve amenaza de invasión de Gran Bretaña en 1851, Francia y Gran Bretaña cooperaron en la década de 1850, con una alianza en la Guerra de Crimea y un importante tratado comercial en 1860. Sin embargo, Gran Bretaña veía al Segundo Imperio con creciente desconfianza, especialmente cuando el emperador fortaleció su armada, expandió su imperio y adoptó una política exterior más activa. 
Las dos naciones fueron aliadas militares durante la Guerra de Crimea (1853-1856) para frenar la expansión de Rusia hacia el oeste y sus amenazas al Imperio Otomano. Sin embargo, cuando Londres descubrió que Napoleón III estaba negociando en secreto con Rusia para formar una alianza de posguerra para dominar Europa, abandonó apresuradamente su plan de poner fin a la guerra atacando San Petersburgo. En lugar de ello, Gran Bretaña concluyó un armisticio con Rusia que no logró ninguno de sus objetivos bélicos.  
Hubo un breve temor a la guerra en 1858-1860 cuando los alarmistas en Inglaterra malinterpretaron los indicios dispersos como signos de una invasión, pero Napoleón III nunca planeó tal hostilidad. Las dos naciones cooperaron durante la segunda guerra del Opio con China, enviando una fuerza conjunta a la capital china, Pekín, para forzar un tratado con la dinastía Qing china.
En 1859, Napoleón, pasando por alto el Cuerpo Legislativo que temía que no aprobaría el libre comercio, se reunió con el influyente reformador Richard Cobden, y en 1860 se firmó el Tratado Cobden-Chevalier entre los dos países, reduciendo los aranceles sobre los bienes vendidos entre Gran Bretaña y Francia. El Tratado Cobden-Chevalier de 1860 redujo los aranceles en cada dirección y comenzó la práctica británica de fomentar aranceles más bajos en toda Europa y utilizar tratados de la nación más favorecida.

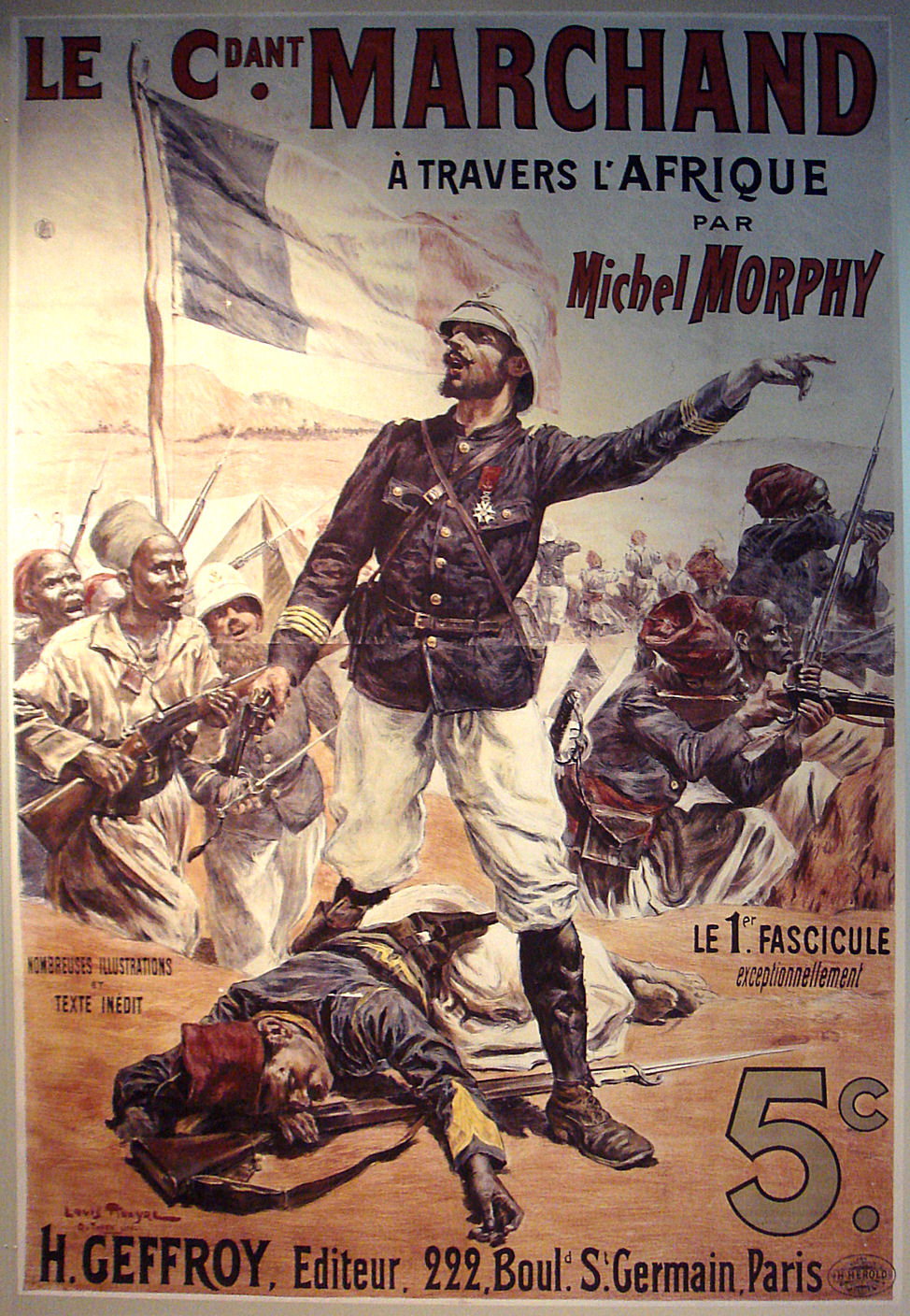
El mayor Jean-Baptiste Marchand condujo a la Francia colonial al incidente de Fashoda contra fuerzas británicas más poderosas en Sudán, pero se retiró antes de que hubiera combate.

Durante la guerra civil estadounidense (1861-1865) ambas naciones consideraron una intervención para ayudar a la Confederación y así recuperar el suministro de algodón, pero permanecieron neutrales. La interrupción de los envíos de algodón provocó una depresión económica en las industrias textiles tanto de Gran Bretaña como de Francia, lo que provocó un desempleo generalizado y sufrimiento entre los trabajadores. Al final Francia no se atrevió a entrar sola y Gran Bretaña se negó a ir a la guerra porque dependía de los envíos de alimentos desde Nueva York. 
Napoleón III intentó ganarse el apoyo británico cuando invadió México y puso por la fuerza a su peón Maximiliano I en el trono. Londres no estaba dispuesto a apoyar ninguna acción que no fuera el cobro de las deudas de los mexicanos. Esto obligó a los franceses a actuar solos en la Intervención francesa en México. Washington, tras ganar la guerra civil, amenazó con una invasión para expulsar a los franceses y Napoleón retiró sus tropas. El emperador Maximiliano se quedó atrás y fue ejecutado.  Cuando Napoleón III fue derrocado en 1870, huyó al exilio en Inglaterra.

### Finales delsigloXIX
En la era 1875-1898, las tensiones eran altas, especialmente en torno a cuestiones egipcias y africanas. En varios momentos, estos problemas llevaron a las dos naciones al borde de la guerra; pero la situación siempre se calmó diplomáticamente. Durante dos décadas hubo paz, pero fue "una paz armada, caracterizada por alarmas, desconfianza, rencor e irritación". Durante el reparo de África en la década de 1880, los británicos y los franceses generalmente reconocieron las esferas de influencia de cada uno. En un acuerdo de 1890, Gran Bretaña fue reconocida en Bahr-el-Ghazal y Darfur, mientras que Wadai, Bagirmi, Kanem y el territorio al norte y al este del lago Chad fueron asignados a Francia. 
El Canal de Suez, construido por los franceses, se convirtió en un proyecto conjunto británico-francés en 1875, ya que ambos lo consideraban vital para mantener su comercio con Asia y sus imperios.  En 1882, los disturbios civiles en curso en Egipto llevaron a Gran Bretaña a intervenir e invitaron a Francia a unirse. Jules Ferry, el primer ministro expansionista de Francia, estaba fuera de su cargo y el gobierno no estaba dispuesto a ello. Gran Bretaña estableció un protectorado, y la opinión francesa más tarde atribuyó esta acción a la duplicidad inglesa.  Mientras tanto, las dos naciones establecieron la copropiedad de Vanuatu, una pequeña isla en el Pacífico. También se firmó la Convención anglo-francesa de 1882 para resolver los desacuerdos fronterizos en África occidental.
Una disputa peligrosa ocurrió durante el incidente de Fashoda en 1898, cuando las tropas francesas intentaron reclamar un área en el sur de Sudán. Una fuerza británica mucho mayor llegó desde Egipto y exigió a los franceses que salieran.  Francia había fracasado. PMH Bell dice:
"Entre los dos gobiernos se produjo una breve batalla de voluntades, en la que los británicos insistían en la retirada francesa inmediata e incondicional de Fashoda. Los franceses tuvieron que aceptar esas condiciones, lo que supuso una humillación pública... Fashoda fue recordada durante mucho tiempo en Francia como un ejemplo de la brutalidad e injusticia británicas".

### SigloXX

#### La Entente Cordiale

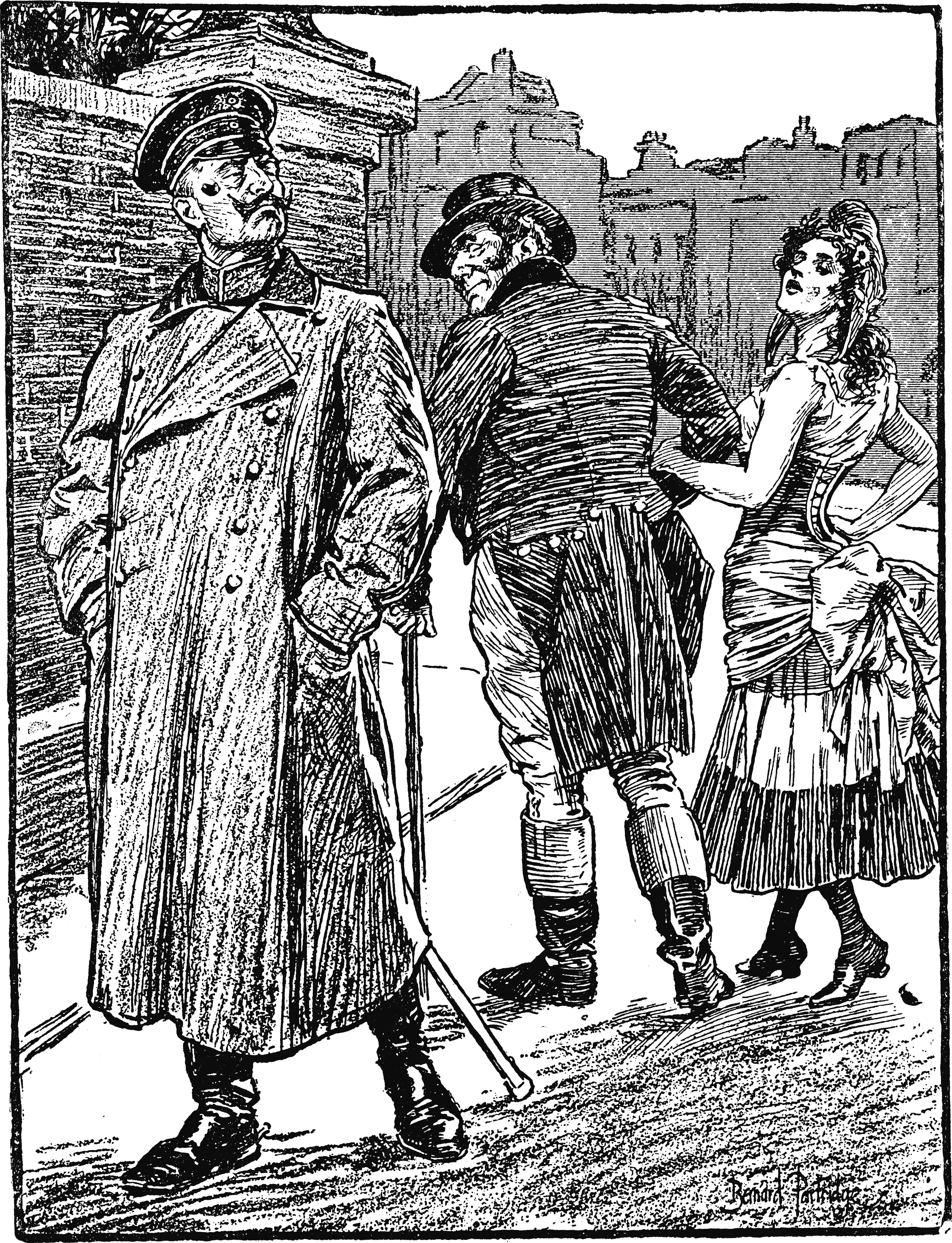
Una caricatura sobre la Entente Cordiale desde la perspectiva alemana.

Aproximadamente a partir de 1900, los francófilos en Gran Bretaña y los anglófilos en Francia comenzaron a difundir el estudio, el respeto mutuo y el amor por la cultura del país del otro lado del Canal de la Mancha.  Se desarrollaron sociedades francófilas y anglófilas, lo que introdujo aún más a Gran Bretaña en la comida y el vino franceses, y a Francia en los deportes ingleses como el rugby. El francés y el inglés ya eran los segundos idiomas elegidos en Gran Bretaña y Francia, respectivamente. Con el tiempo, esto se convirtió en una política política, ya que la nueva Alemania unida fue vista como una amenaza potencial. Louis Blériot, por ejemplo, cruzó el Canal de la Mancha en avión en 1909. Muchos vieron esto como un símbolo de la conexión entre los dos países. Este período de la primera década del siglo XX se conoció como la Entente Cordiale, y continuó en espíritu hasta la década de 1940.  La firma de la Entente Cordiale también marcó el final de casi un milenio de conflicto intermitente entre las dos naciones y sus estados predecesores, y la formalización de la coexistencia pacífica que había existido desde el final de las Guerras Napoleónicas en 1815. Hasta 1940, las relaciones entre Gran Bretaña y Francia eran más estrechas que las entre Gran Bretaña y Estados Unidos.  Esto también inició el inicio de la Relación Especial Francesa y Británica. Después de 1907, la flota británica se fortaleció para estar muy por delante de Alemania. Sin embargo, ni Gran Bretaña ni Francia se comprometieron a entrar en guerra si Alemania atacaba a la otra. 

### Primera Guerra Mundial
Gran Bretaña intentó permanecer neutral cuando comenzó la Primera Guerra Mundial en el verano de 1914, cuando Francia se unió para ayudar a su aliada Rusia de acuerdo con las obligaciones del tratado.  Gran Bretaña no tenía obligaciones relevantes en tratados, excepto la de mantener neutral a Bélgica, y no estaba en estrecho contacto con los líderes franceses. Gran Bretaña entró cuando el ejército alemán invadió la neutral Bélgica (en camino a atacar París); eso era intolerable. Se unió a Francia, enviando una pequeña fuerza expedicionaria a luchar en el frente occidental, reforzada posteriormente por voluntarios y reclutas para formar un gran ejército. 
Hubo una estrecha cooperación entre las fuerzas británicas y francesas. El comandante en jefe francés Joseph Joffre trabajó para coordinar las operaciones militares aliadas y montar una ofensiva combinada anglo-francesa en el frente occidental. El resultado fue la gran batalla del Somme en 1916, con enormes bajas en ambos bandos y ganancias limitadas. Paul Painlevé tomó decisiones importantes durante 1917 como ministro de guerra de Francia y luego, durante nueve semanas, primer ministro. Con algunas reservas, promovió la Ofensiva de Nivelle, que fracasó gravemente y llevó al ejército francés a amotinarse . Los desastres de Passchendaele perjudicaron a Gran Bretaña, a su ejército y a sus relaciones cívico-militares. El resultado positivo fue la decisión de formar el Consejo Supremo de Guerra que condujo a la unidad del mando aliado.  Mientras tanto, Rusia colapsó en 1917 y la victoria de Alemania permitió a sus ejércitos en el este avanzar al frente occidental en 1918. Mientras Alemania estaba aislada de sus colonias, los imperios británico y francés llegaron con mano de obra y suministros. Los alemanes, escasos de alimentos y soldados, se vieron abrumados en 1918 por las potencias combinadas de la alianza de las fuerzas británicas, francesas y estadounidenses. 

#### Tratado de Versalles

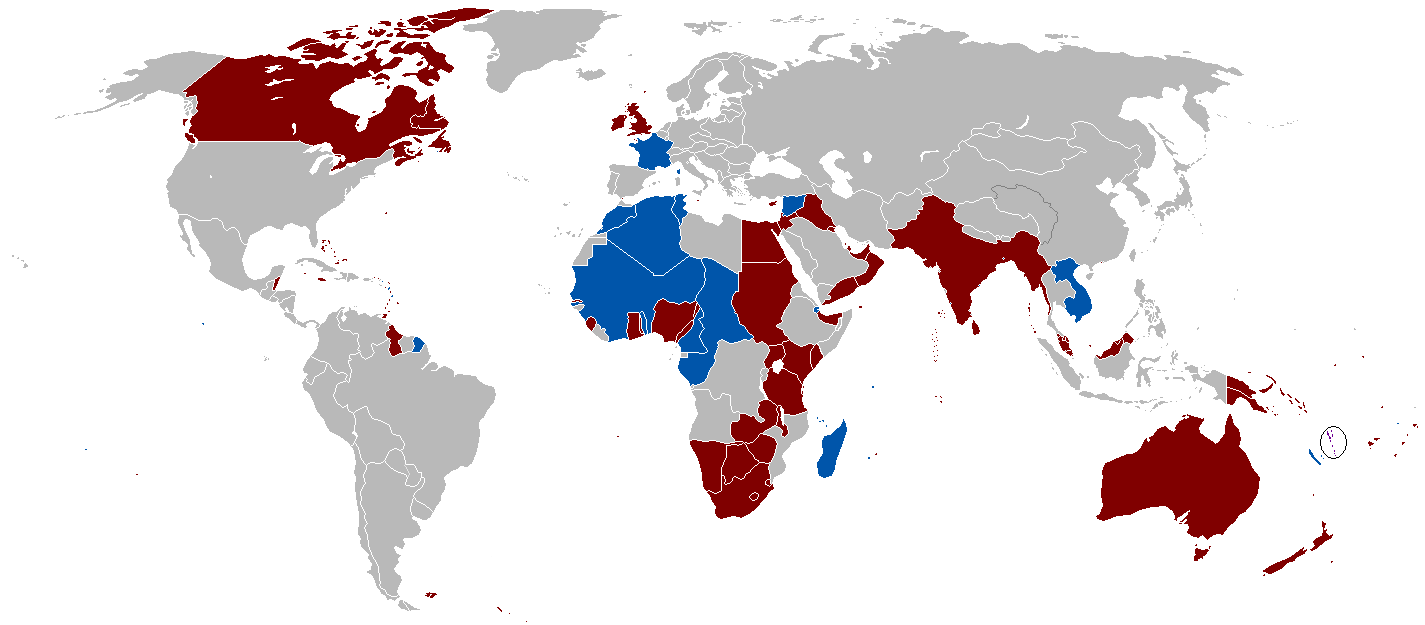
Los imperios coloniales británico (rojo) y francés (azul) alcanzaron su apogeo después de la Primera Guerra Mundial, un reflejo del poder de su alianza.

Después de la guerra, en el Tratado de Versalles, los británicos y los franceses trabajaron estrechamente con los estadounidenses para dominar las decisiones principales. Ambos también estaban interesados en proteger y expandir sus imperios, frente a los llamados a la autodeterminación. Durante una visita a Londres, el líder francés Georges Clemenceau fue aclamado por la multitud británica. Lloyd George recibió una recepción similar en París. 
Lloyd George trabajó duro para moderar las demandas francesas de venganza. Clemenceau quería condiciones que paralizaran el potencial bélico de Alemania y que eran demasiado duras para Wilson y Lloyd George. Se llegó a un compromiso mediante el cual Clemenceau suavizó sus términos y Estados Unidos y Gran Bretaña prometieron un Tratado de Seguridad que garantizaría la intervención armada de ambos si Alemania invadía Francia. Los británicos ratificaron el tratado con la condición de que Estados Unidos lo ratificara. En el Senado de los Estados Unidos, los republicanos lo apoyaron, pero Wilson insistió en que este tratado de seguridad estuviera estrechamente vinculado al Tratado de Versalles en general, y los republicanos se negaron, por lo que nunca llegó a votarse en el Senado. Por tanto,  había promesas de que el aire militar estadounidense o británico defendería a Francia.  

#### Década de 1920
Ambos estados se adhirieron a la Liga de las Naciones, y ambos firmaron acuerdos de defensa de varios países, entre los que destaca Polonia. El Tratado de Sèvres dividió Oriente Medio entre los dos Estados, en forma de mandatos. Sin embargo, las perspectivas de las naciones fueron diferentes durante los años de entreguerras; Si bien Francia se veía a sí misma inherentemente como una potencia europea, Gran Bretaña disfrutaba de estrechas relaciones con Australia, Canadá y Nueva Zelanda y apoyaba la idea del libre comercio imperial, una forma de proteccionismo que habría supuesto la imposición de grandes aranceles a los productos procedentes de Francia.
En la década de 1920, la inestabilidad financiera era un problema importante para Francia y también para otras naciones. era vulnerable a una acción concertada a corto plazo por parte de bancos e instituciones financieras mediante fuertes ventas o compras, en la crisis financiera podría debilitar a los gobiernos y ser utilizado como una amenaza diplomática. El primer ministro y ministro de Finanzas, Raymond Poincaré, decidió estabilizar el franco para protegerlo contra la manipulación política de la moneda por parte de Alemania y Gran Bretaña. Su solución en 1926 fue volver a una paridad fija frente al oro. Francia no fue capaz de cambiar la situación y utilizar la ventaja financiera de corto plazo como palanca contra Gran Bretaña en importantes cuestiones políticas. 
En general, Francia y Gran Bretaña estaban alineadas en su posición sobre cuestiones importantes. Una razón clave fue la posición francófila del ministro de Asuntos Exteriores, Austen Chamberlain y del embajador en París, el marqués de Crewe (1922-28). Promovieron una política pro francesa en relación con la política francesa de seguridad y desarme, las últimas etapas de la crisis del Ruhr, la implementación del Protocolo de Ginebra, el Tratado de Locarno y los orígenes del Pacto Kellogg-Briand. El punto culminante de la cooperación llegó con el Tratado de Locarno en 1925, que puso a Alemania en buenos términos con Francia y Gran Bretaña. Sin embargo, las relaciones con Francia se volvieron cada vez más tensas porque a Chamberlain le molestó que la agenda diplomática del ministro de Asuntos Exteriores, Aristide Briand, no tuviera en el centro una Entente Cordiale revitalizada. 

#### Apaciguamiento de Alemania

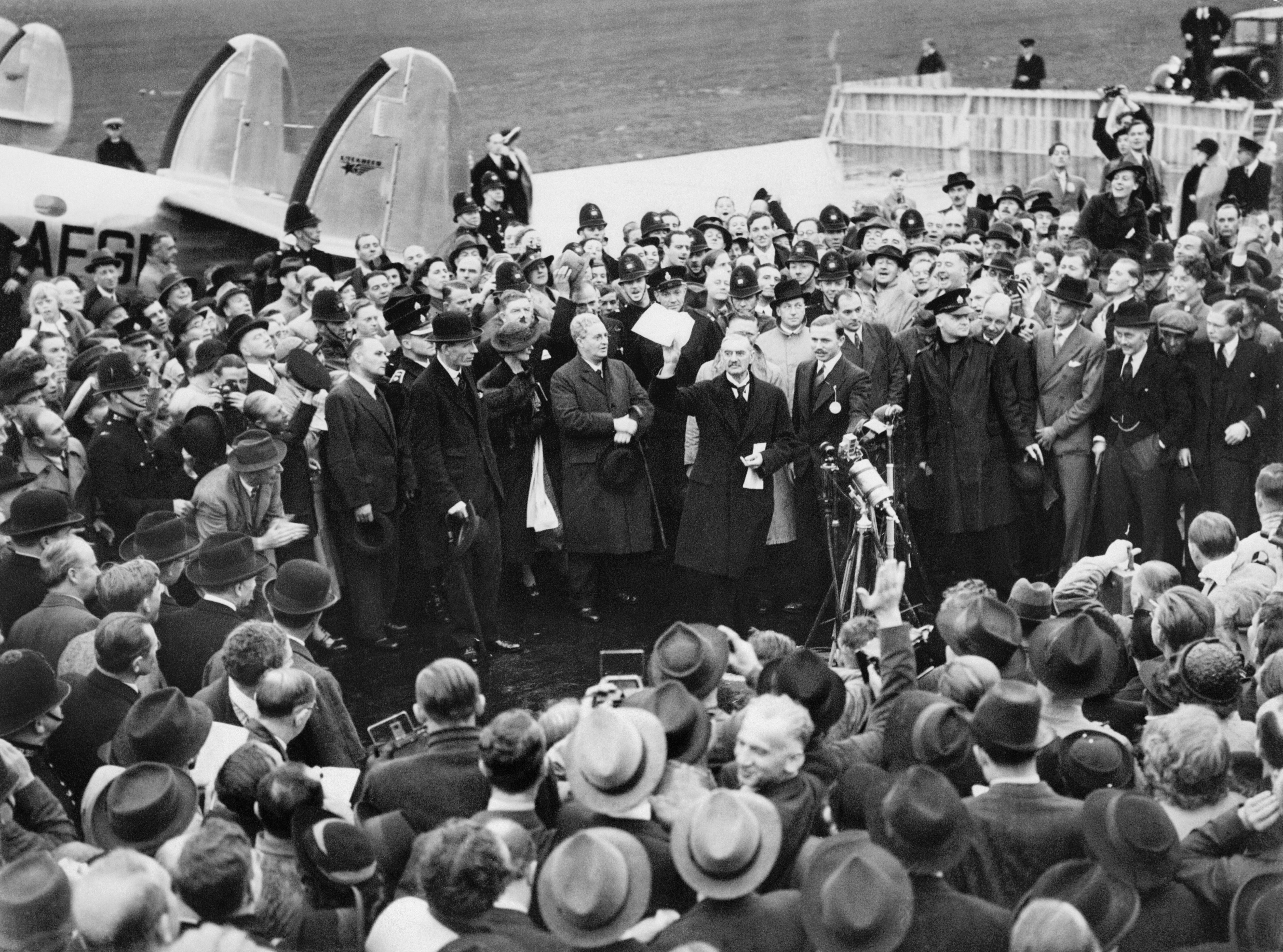
Ambos estados inicialmente siguieron una política de apaciguamiento hacia la Alemania nazi. Cuando esto fracasó, ambos declararon la guerra en septiembre de 1939 en respuesta a la invasión alemana de Polonia.

En la década de 1930, Gran Bretaña y Francia coordinaron sus políticas hacia las dictaduras de la Italia de Mussolini y la Alemania de Hitler. Sin embargo, la opinión pública no apoyaba volver a la guerra, por lo que los diplomáticos buscaron soluciones diplomáticas, pero ninguna funcionó. Los esfuerzos por utilizar la Sociedad de Naciones para aplicar sanciones contra Italia por su invasión de Etiopía fracasaron. Francia apoyó la "Pequeña Entente" de Checoslovaquia, Rumania y Yugoslavia. Resultó demasiado débil para disuadir a Alemania. 
El Acuerdo Naval Anglo-Alemán fue firmado entre Gran Bretaña y la Alemania nazi en 1935, lo que permitió a Hitler reforzar su armada. Los franceses lo consideraron como la ruina del frente antihitleriano de Stresa. Gran Bretaña y Francia colaboraron estrechamente, especialmente a finales de la década de 1930, en relación con Alemania, basándose en promesas informales sin ningún tratado escrito. Se hicieron esfuerzos para negociar un tratado, pero fracasaron en 1936, lo que puso de relieve la debilidad francesa. 
En los años previos a la Segunda Guerra Mundial, ambos países siguieron un camino diplomático similar de apaciguamiento hacia Alemania. Cuando las intenciones nazis se hicieron evidentes, Francia presionó para adoptar una línea más dura, pero los británicos se mostraron reacios, creyendo que la diplomacia podría resolver las disputas. El resultado fue el Acuerdo de Múnich de 1938, que dio a Alemania el control de partes de Checoslovaquia colonizadas por alemanes. A principios de 1939, Alemania se apoderó de toda Checoslovaquia y comenzó a amenazar a Polonia. El apaciguamiento había fracasado, y tanto Gran Bretaña como Francia se apresuraron a alcanzar a Alemania en armamento. 

### Segunda Guerra Mundial

El primer ministro Winston Churchill y el general Charles de Gaulle en Marrakech, enero de 1944

Tras garantizar la independencia de Polonia, ambos declararon la guerra a Alemania el mismo día, 3 de septiembre de 1939, después de que los alemanes ignoraran un ultimátum para retirarse del país. Cuando Alemania inició su ataque a Francia en 1940, las tropas británicas y francesas volvieron a luchar codo con codo. Finalmente, después de que los alemanes atravesaron las Ardenas, se hizo más posible que Francia no pudiera defenderse del ataque alemán. El vínculo final entre las dos naciones era tan fuerte que miembros del gabinete británico habían propuesto una unión temporal de los dos países en aras de la moral: el plan fue elaborado por Jean Monnet, quien más tarde creó el Mercado Común. La idea no fue popular entre la mayoría de ninguno de los lados y el gobierno francés consideró que, dadas las circunstancias, el plan de unión reduciría a Francia al nivel de un dominio británico. Cuando Londres ordenó la retirada de la Fuerza Expedicionaria Británica de Francia sin avisar a las fuerzas francesas y belgas y luego se negó a proporcionar a Francia más refuerzos de aviones  la propuesta fue definitivamente rechazada. Posteriormente se formó en Londres la resistencia de la Francia Libre, encabezada por Charles de Gaulle, después de que De Gaulle diera su famoso 'Llamamiento del 18 de junio', transmitido por la BBC. De Gaulle se declaró jefe del único y verdadero gobierno de Francia y reunió a las Fuerzas Francesas Libres a su alrededor.  

#### Guerra contra la Francia de Vichy
Después de la destrucción preventiva de gran parte de la flota francesa por parte de los británicos en Mers-el-Kebir (3 de julio de 1940), así como de un ataque similar contra barcos franceses en Orán, por temor a que pudieran caer en manos alemanas, hubo Hubo indignación antibritánica en todo el país y un sentimiento duradero de traición en Francia. En el sur de Francia se creó el 10 de julio un gobierno colaborativo conocido como Francia de Vichy. Era oficialmente neutral, pero la Francia metropolitana quedó cada vez más bajo el control alemán. El gobierno de Vichy controlaba Siria, Madagascar y el norte de África francés y las tropas y fuerzas navales francesas en esos lugares. Finalmente, varios barcos franceses importantes se unieron a las Fuerzas Francesas Libres. 
Poco a poco De Gaulle tomó el control de las colonias francesas, empezando por África central en el otoño de 1940, y obtuvo el reconocimiento de Gran Bretaña, pero no de Estados Unidos. Un ataque de los franceses anglo-libres al territorio de Vichy fue rechazado en la batalla de Dakar en septiembre de 1940. Washington mantuvo relaciones diplomáticas con Vichy (hasta octubre de 1942) y evitó el reconocimiento de De Gaulle.  Churchill, atrapado entre Estados Unidos y De Gaulle, intentó encontrar un compromiso.  
A partir de 1941, las fuerzas del Imperio Británico y la Commonwealth invadieron territorio controlado por Vichy en África, el Océano Índico y Oriente Medio. El primero comenzó en 1941 durante la campaña contra Siria y el Líbano con la ayuda de las tropas de la Francia Libre. En dos meses de encarnizados combates, la región fue tomada y puesta bajo control de la Francia Libre. Casi al mismo tiempo después de la derrota italiana en África Oriental, la Somalia francesa controlada por Vichy fue bloqueada por las fuerzas británicas y de la Francia Libre. En una invasión incruenta la colonia cayó a mediados de 1942. En mayo de 1942, la isla de Madagascar, controlada por Vichy, fue invadida. En una campaña de siete meses, la isla fue capturada por las fuerzas del Imperio Británico. Finalmente, en la segunda mitad de 1942, los británicos, con la ayuda de las fuerzas estadounidenses, participaron en la exitosa invasión del norte de África francés en la Operación Torch . La mayoría de las fuerzas de Vichy cambiaron  mde bando después para ayudar a la causa aliada durante la Campaña de Túnez, luchando como parte del Primer Ejército británico.

#### Crisis del Levante
Después de la Batalla de Normandía, las relaciones entre los dos pueblos estaban en su mejor momento, ya que los británicos fueron recibidos como libertadores y permanecieron así hasta la rendición de Alemania en mayo de 1945. Sin embargo, a finales de ese mes, las tropas francesas, con su continua ocupación de Siria, habían intentado sofocar las protestas nacionalistas allí. Ante las numerosas bajas civiles sirias reportadas, Churchill exigió un alto el fuego. Sin recibir respuesta alguna, ordenó a las fuerzas británicas entrar en Siria desde Jordania. Cuando llegaron a Damasco en junio, los franceses fueron escoltados y confinados en sus cuarteles a punta de pistola. Eso se conoció como la Crisis del Levante y casi llevó a Gran Bretaña y Francia al punto de entrar en conflicto. De Gaulle se enfureció contra el "ultimátum de Churchill" y de mala gana, dispuso un alto el fuego. Siria obtuvo la independencia al año siguiente y Francia calificó las medidas británicas de "puñalada por la espalda". 

### Después de la Segunda Guerra Mundial
El Reino Unido y Francia se acercaron porque ambos temían que los estadounidenses se retiraran de Europa, dejándolos vulnerables al creciente bloque comunista de la Unión Soviética. El Reino Unido logró defender firmemente que se le diera a Francia una zona de la Alemania ocupada. Ambos estados estaban entre los cinco miembros permanentes del nuevo Consejo de Seguridad de la ONU, donde colaboraban comúnmente. Sin embargo, Francia se sintió amargada cuando Estados Unidos y Gran Bretaña se negaron a compartir secretos atómicos con ella. Una operación estadounidense para utilizar ataques aéreos (incluido el uso potencial de armas nucleares tácticas) durante el clímax de la batalla de Dien Bien Phu en mayo de 1954 fue cancelada debido a la oposición de los británicos.  El resultado fue que Francia desarrolló sus propias armas nucleares y sistemas vectores. 
La Guerra Fría comenzó en 1947, cuando Estados Unidos, con un fuerte apoyo británico, anunció la Doctrina Truman para contener la expansión comunista y proporcionó ayuda militar y económica a Grecia y Turquía. A pesar de su gran Partido Comunista prosoviético, Francia se unió a los Aliados. El primer paso fue la alianza franco-británica realizada en el Tratado de Dunkerque en marzo de 1947. 

#### Crisis de Suez
En 1956, el gobierno egipcio nacionalizó el Canal de Suez, anteriormente propiedad de una empresa anglo-francesa. Tanto los británicos como los franceses estaban firmemente comprometidos a recuperar el canal por la fuerza.  El presidente Eisenhower y la Unión Soviética exigieron que no hubiera invasión y ambos impusieron una fuerte presión para revertir la invasión cuando se produjera. Las relaciones entre Gran Bretaña y Francia no fueron del todo armoniosas, ya que los franceses no informaron a los británicos sobre la implicación de Israel hasta muy cerca del comienzo de las operaciones militares. El fracaso en Suez convenció a París de que necesitaba sus propias armas nucleares.  

#### Mercado Común
Poco después de 1956, Francia, Alemania Occidental, Italia, Bélgica, Países Bajos y Luxemburgo formaron lo que se convertiría en la Comunidad Económica Europea y más tarde la Unión Europea, pero rechazaron las solicitudes británicas de membresía. En particular, los intentos del presidente Charles de Gaulle de excluir a los británicos de los asuntos europeos durante los primeros años de la Quinta República francesa son vistos ahora por muchos en Gran Bretaña como una traición al fuerte vínculo entre los países, y la exclusión de Francia de la Commonwealth por parte de Anthony Eden es vista de manera similar en Francia. Los franceses temían en parte que, si los británicos se unían a la CEE, intentarían dominarla.
A lo largo de los años, el Reino Unido y Francia han seguido a menudo caminos divergentes dentro de la Comunidad Europea. La política británica ha favorecido una expansión de la Comunidad y el libre comercio, mientras que Francia ha abogado por una unión política más estrecha y la restricción de la membresía de la Comunidad a un núcleo de estados de Europa occidental.

#### El regreso de Charles De Gaulle
En 1958, con Francia sumida en una guerra aparentemente imposible de ganar en Argelia, De Gaulle regresó al poder en Francia. Creó la Quinta República Francesa, poniendo fin al sistema parlamentario de la posguerra y reemplazándolo por una presidencia fuerte, que quedó dominada por sus seguidores: los gaullistas. De Gaulle hizo cambios ambiciosos en la política exterior francesa: primero poner fin a la guerra en Argelia y luego retirar a Francia de la estructura de mando de la OTAN. Esta última medida fue principalmente simbólica, pero la sede de la OTAN se trasladó a Bruselas y los generales franceses tuvieron un papel mucho menor.  
La política francesa que bloqueó la entrada británica a la Comunidad Económica Europea (CEE) estuvo motivada principalmente por consideraciones políticas más que económicas. En 1967, De Gaulle estaba decidido a preservar el dominio de Francia dentro de la CEE, que era la base de la talla internacional de la nación. Su política era preservar la Comunidad de los Seis y excluir a Gran Bretaña. Aunque Francia logró excluir a Gran Bretaña a corto plazo, a largo plazo los franceses tuvieron que ajustar su postura sobre la ampliación para conservar su influencia. De Gaulle temía que permitir que Gran Bretaña entrara en la Comunidad Europea abriría el camino para que la influencia anglosajona (es decir, Estados Unidos y el Reino Unido) abrumara a la coalición Francia-Alemania Occidental que ahora era dominante. El 14 de enero de 1963, De Gaulle anunció que Francia vetaría la entrada de Gran Bretaña en el Mercado Común. 

### Desde 1969
Cuando De Gaulle renunció en 1969, un nuevo gobierno francés encabezado por Georges Pompidou estaba dispuesto a abrir un diálogo más amistoso con Gran Bretaña. Sintió que en las crisis económicas de la década de 1970 Europa necesitaba a Gran Bretaña. Pompidou dio la bienvenida a la membresía británica en la CEE, abriendo el camino para que el Reino Unido se uniera a ella en 1973. 
La relación entre los dos países se tensó significativamente en el período previo a la guerra de Irak de 2003. Gran Bretaña y su aliado estadounidense defendieron firmemente el uso de la fuerza para derrocar a Saddam Hussein, mientras que Francia (junto con China, Rusia y otras naciones) se opuso firmemente a tal acción, y el presidente francés Jacques Chirac amenazó con vetar cualquier resolución propuesta al Consejo de Seguridad de la ONU. Sin embargo, a pesar de tales diferencias, Chirac y el entonces primer ministro británico Tony Blair mantuvieron una relación bastante estrecha durante sus años en el cargo, incluso después de que comenzara la guerra de Irak.  Ambos estados afirmaron la importancia de la alianza Entente Cordiale y el papel que había desempeñado durante el siglo XX.

#### Presidencia de Sarkozy

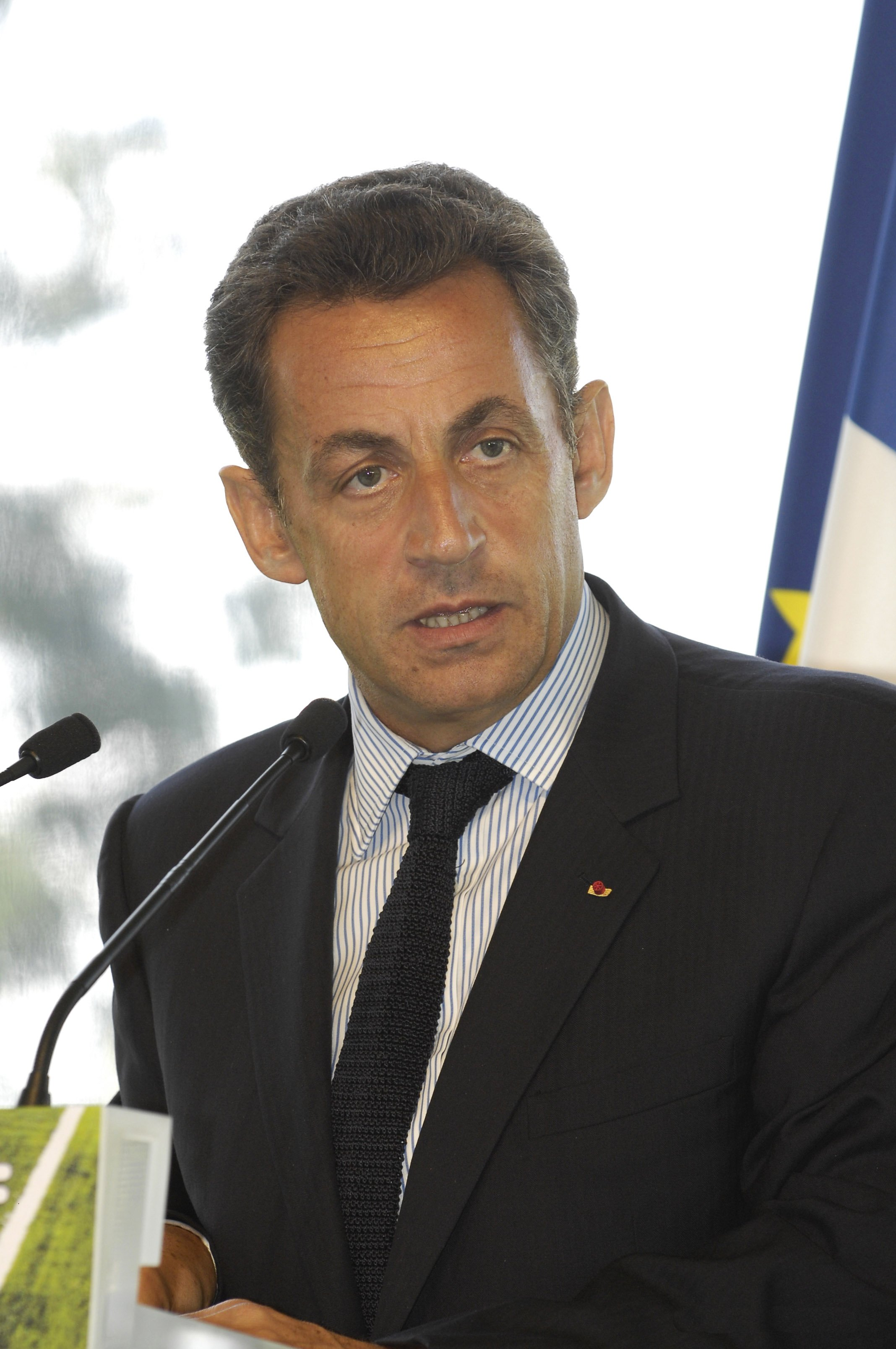
Nicolas Sarkozy, presidente de Francia desde 2007 hasta 2012

Tras su elección en 2007, el presidente Nicolas Sarkozy intentó forjar relaciones más estrechas entre Francia y el Reino Unido: en marzo de 2008, el Primer Ministro Gordon Brown afirmó que "nunca ha habido mayor cooperación entre Francia y Gran Bretaña como ahora". Sarkozy también instó a ambos países a "superar nuestras antiguas rivalidades y construir juntos un futuro que será más fuerte porque estaremos juntos". También dijo: "Si queremos cambiar Europa, mis queridos amigos británicos, y nosotros, los franceses, deseamos cambiar Europa, necesitamos que ustedes dentro de Europa nos ayuden a hacerlo, no quedarse afuera".  El 26 de marzo de 2008, Sarkozy tuvo el privilegio de pronunciar un discurso ante ambas Cámaras del Parlamento británico, donde pidió una "hermandad" entre los dos países y afirmó que "Francia nunca olvidará el sacrificio de guerra de Gran Bretaña" durante la Segunda Guerra Mundial. 

#### Presidencia de Hollande

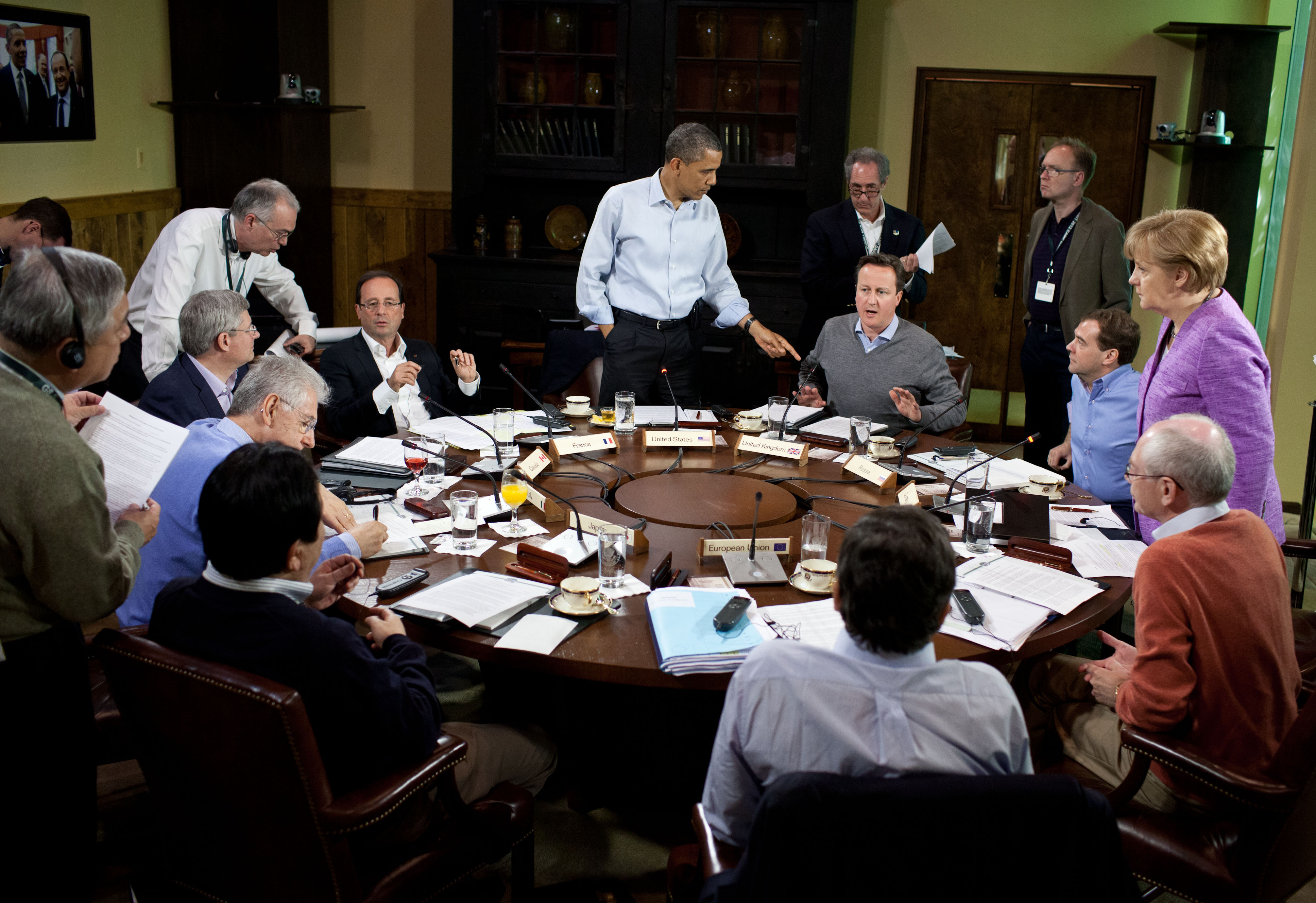
Cameron y Hollande en la cumbre del G8 en 2012

En los últimos meses hacia el final del mandato de François Hollande como presidente, el Reino Unido votó a favor de abandonar la UE. Su respuesta al resultado fue: "Lamento profundamente esta decisión para el Reino Unido y para Europa, pero la elección es de ellos y tenemos que respetarla". 
El entonces Ministro de Economía y actual Presidente Emmanuel Macron acusó al Reino Unido de tomar a la UE como "rehén" con un referéndum convocado para resolver un problema político interno de los euroescépticos y de que "el fracaso del gobierno británico ha abierto la posibilidad de desmoronamiento de Europa." 
Por el contrario, los líderes políticos euroescépticos y los candidatos presidenciales Marine Le Pen y Nicolas Dupont-Aignan acogieron la votación como una victoria de la "libertad".  

#### Presidencia de Macron

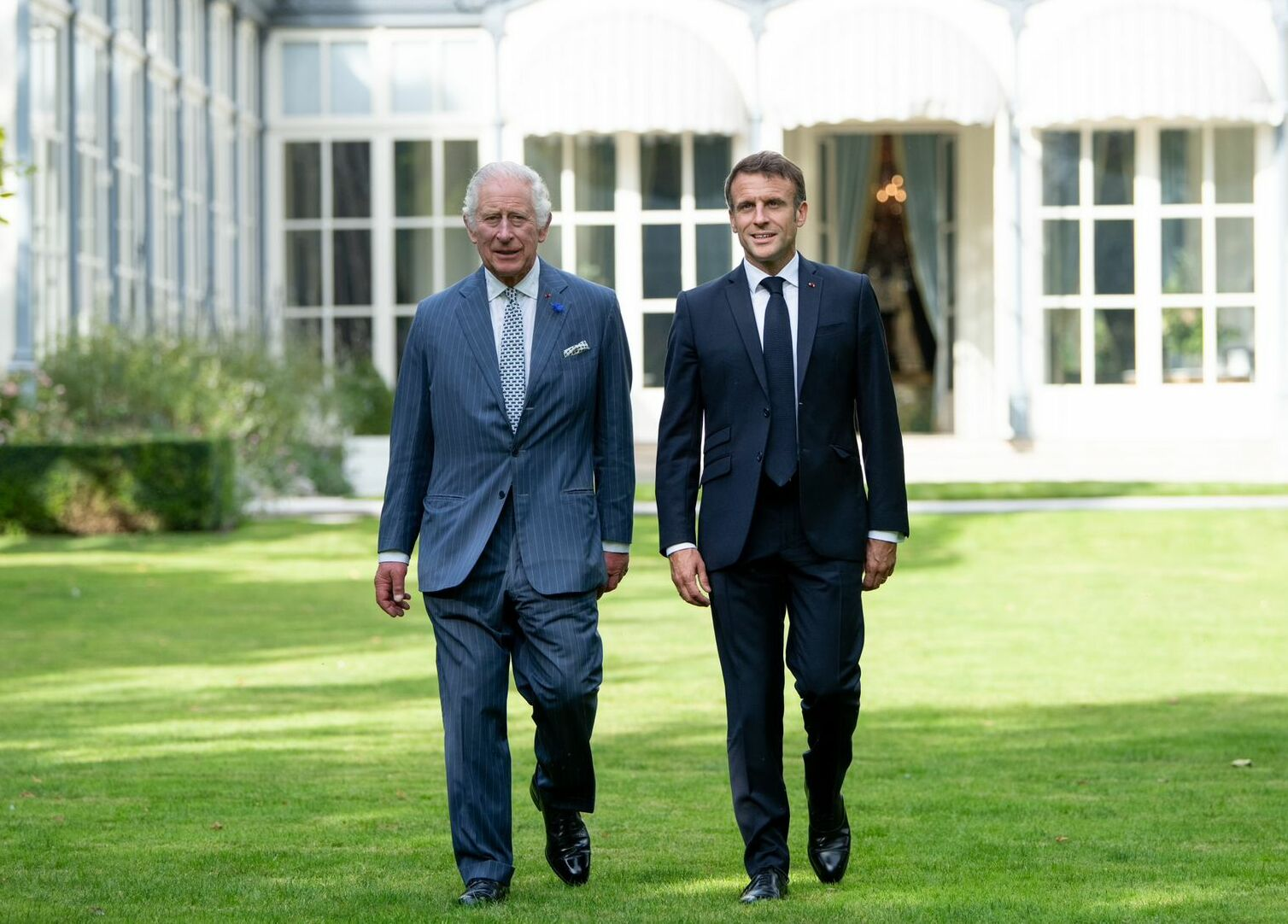
El rey Carlos III con Macron en una visita de estado a Francia, 2023

A raíz del Brexit, las disputas pesqueras, en particular la disputa de Jersey de 2021, han provocado turbulencias en las relaciones entre los dos países. En mayo de 2021, Francia amenazó con cortar el suministro eléctrico a la isla de Jersey, en el Canal de la Mancha, en una lucha por los derechos de pesca posteriores al Brexit.  
En agosto de 2021, surgieron tensiones entre los países tras el anuncio del acuerdo AUKUS entre el Reino Unido, Estados Unidos y Australia. 
El 6 de marzo de 2022, el ministro del Interior francés, Gerald Darmanin, instó a Gran Bretaña a hacer más para ayudar a los refugiados ucranianos atrapados en el puerto francés de Calais, alegando que los funcionarios británicos los estaban rechazando por falta de permisos o documentos. 
El 25 de agosto de 2022, se le preguntó a Liz Truss, la candidata esperada a primera ministra por el Partido Conservador, si ve a Macron como un amigo o un rival. Truss vaciló y respondió: "El jurado está deliberando. Pero si me convierto en primer ministro, lo juzgaré por hechos, no por palabras". Esta respuesta provocó una fuerte reacción en nombre del Partido Laborista cuando David Lammy, quien se desempeña como portavoz de asuntos exteriores del partido, dijo en respuesta que "el hecho de que ella decidiera insultar innecesariamente a uno de nuestros aliados más cercanos muestra una falta de juicio, y esa falta de capacidad es algo terrible y preocupante". El propio Macron respondió que "el pueblo británico, la propia Gran Bretaña, es una nación amiga, fuerte y nuestro aliado, independientemente de la identidad de sus líderes, y a veces a pesar de sus líderes o de los pequeños errores que cometen en su intento de impresionar a la audiencia". Y añadió: "Si nosotros, Francia y Gran Bretaña, somos incapaces de decir si somos amigos o enemigos -y el término no es neutral- entonces vamos camino de problemas graves. Si me hicieran esta pregunta, respondería No lo dude ni un segundo: Gran Bretaña es amiga de Francia". 

## Cooperación en defensa

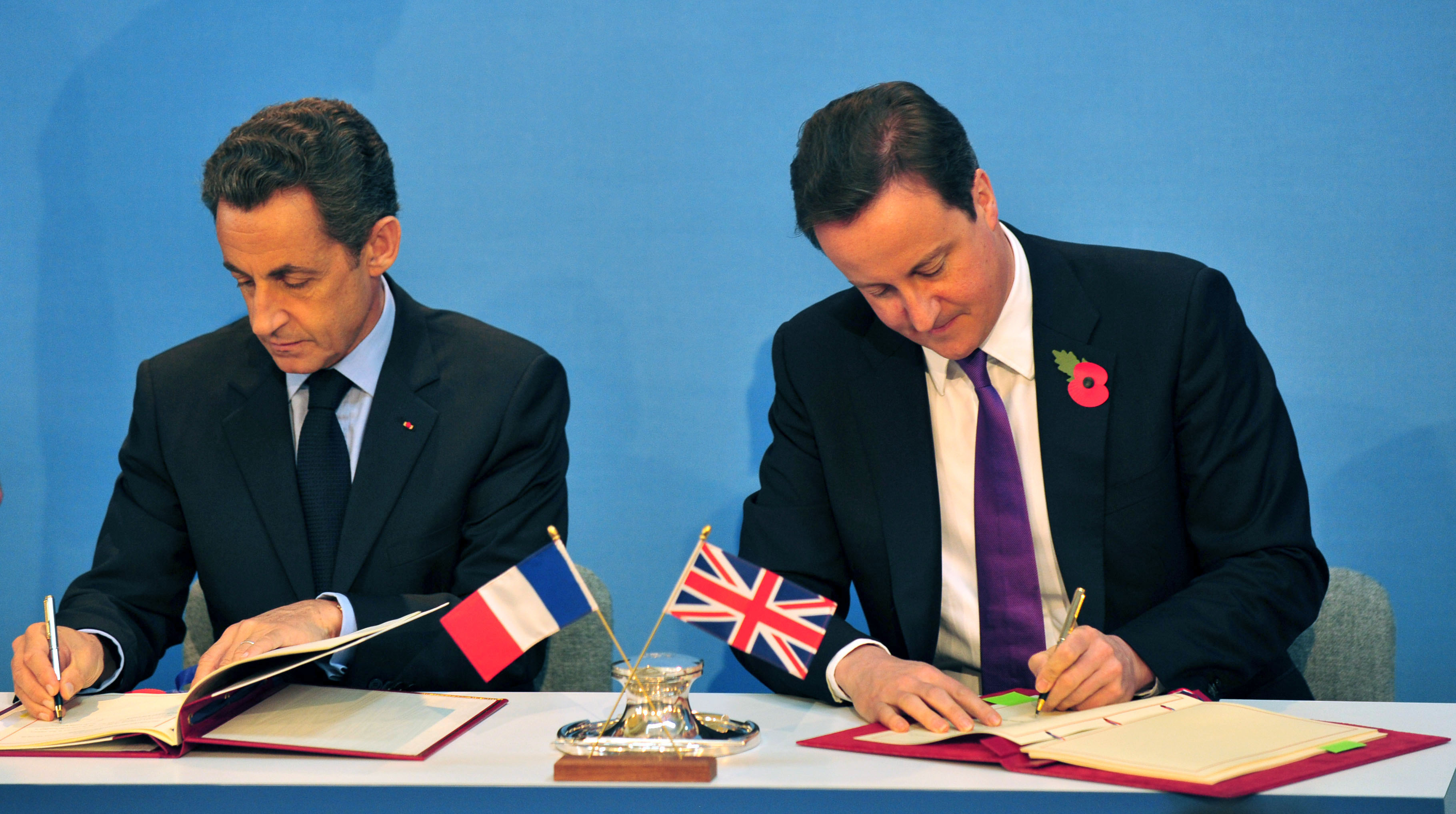
Nicolas Sarkozy y David Cameron firmando los tratados de cooperación en materia de defensa

Las dos naciones tienen un historial de trabajo conjunto después de la Segunda Guerra Mundial en medidas de seguridad internacionales, como se vio en la crisis de Suez y la guerra de las Malvinas. En su libro de 2020, la politóloga de SAIS de la Universidad Johns Hopkins, Alice Pannier, escribe que existe una creciente "relación especial" entre Francia y el Reino Unido en términos de cooperación en materia de defensa. 
El 2 de noviembre de 2010, Francia y el Reino Unido firmaron dos tratados de cooperación en materia de defensa. Prevén compartir portaaviones, una fuerza de reacción conjunta de 10.000 efectivos, un centro común de simulación nuclear en Francia, un centro común de investigación nuclear en el Reino Unido, compartir aviones cisterna de reabastecimiento de combustible y entrenamiento conjunto.  

## Comercio
Francia es el tercer mayor mercado de exportación del Reino Unido después de Estados Unidos y Alemania. Las exportaciones a Francia aumentaron un 14,3%, de 16.542 millones de libras esterlinas en 2010 a 18.905 millones de libras esterlinas en 2011, superando las exportaciones a los Países Bajos. Durante el mismo período, las exportaciones francesas a Gran Bretaña aumentaron un 5,5%, de 18.133 millones de libras esterlinas a 19.138 millones de libras esterlinas. 
El Ministerio Británico de Asuntos Exteriores y de la Commonwealth estima que 19,3 millones de ciudadanos británicos, aproximadamente un tercio de la población total, visitan Francia cada año.  En 2012, los franceses fueron los mayores visitantes del Reino Unido (12%, 3.787.000) y los segundos turistas que más gastaron en Gran Bretaña (8%, £1.513 millones). 

## Educación
El plan de becas Entente Cordiale es un plan selectivo de becas franco-británico que fue anunciado el 30 de octubre de 1995 por el primer ministro británico John Major y el presidente francés Jacques Chirac en una cumbre anglo-francesa en Londres. 
Proporciona financiación para que estudiantes británicos y franceses estudien durante un año académico al otro lado del Canal. El plan es administrado por la embajada francesa en Londres para los estudiantes británicos y por el British Council en Francia y la embajada del Reino Unido en París para los estudiantes franceses.   La financiación proviene del sector privado y de fundaciones. El plan tiene como objetivo favorecer el entendimiento mutuo y promover los intercambios entre los líderes británicos y franceses del mañana.

## Avances tecnológicos

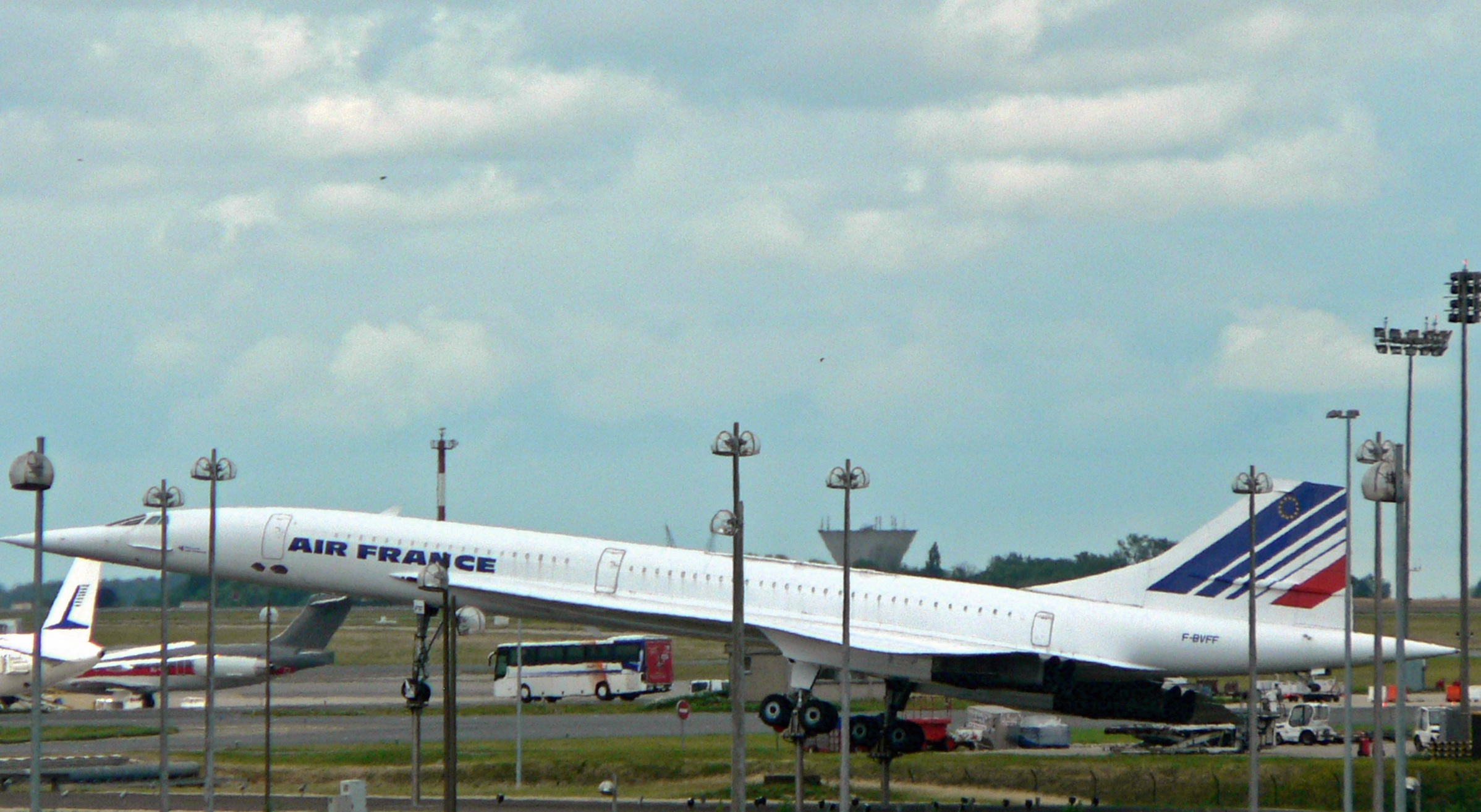
Un Concorde de Air France. El avión comercial supersónico fue desarrollado conjuntamente por el Reino Unido y Francia.

El avión comercial supersónic o Concorde fue desarrollado en virtud de un tratado internacional entre el Reino Unido y Francia en 1962 y comenzó a volar en 1969. Fue un éxito tecnológico pero un desastre financiero y se cerró después de un accidente de pista en 2000 y los vuelos finalizaron por completo en 2003. 

## Arte y Cultura
A lo largo de los siglos, el arte y la cultura francesa y británica han recibido una gran influencia mutua.  Durante el siglo XIX, numerosos artistas franceses se trasladaron al Reino Unido, instalándose muchos de ellos en Londres. Estos artistas incluyeron a Charles-François Daubigny, Claude Monet, Camille Pissarro, James Tissot y Alfred Sisley. Este éxodo tendría una influencia significativa en el desarrollo del impresionismo en Gran Bretaña. 
En la jerga del inglés británico se utilizan eufemismos sexuales sin ningún vínculo con Francia, como beso francés o letra francesa para condón. Mientras que en la jerga francesa, el término le vice anglais (vicio inglés) se refiere ya sea al BDSM o a la homosexualidad. La música clásica francesa siempre ha sido popular en Gran Bretaña. La música popular británica es a su vez popular en Francia. La literatura inglesa, en particular las obras de Agatha Christie y William Shakespeare, ha sido inmensamente popular en Francia. El artista francés Eugène Delacroix basó muchas de sus pinturas en escenas de las obras de Shakespeare. A su vez, escritores franceses como Molière, Voltaire y Victor Hugo han sido traducidos numerosas veces al inglés.

## Idioma

El Escudo de Armas Real del Reino Unido contiene dos lemas en francés: Honi soit qui mal y pense (Qué vergüenza para quien piense mal de ello) y Dieu et mon droit (Dios y mi derecho).

La primera lengua extranjera que se enseña más comúnmente en las escuelas de Gran Bretaña es el francés, y la primera lengua extranjera que se enseña más comúnmente en las escuelas de Francia es el inglés; esos son también los idiomas percibidos como "más útiles para aprender" en ambos países. La reina Isabel II del Reino Unido hablaba francés con fluidez y no necesitaba un intérprete cuando viajaba a países de habla francesa.   El francés es una importante lengua minoritaria y de inmigrantes en el Reino Unido, con más de 100.000 personas nacidas en Francia en el Reino Unido. Según un informe de la Comisión Europea de 2006, el 23% de los residentes del Reino Unido pueden mantener una conversación en francés y el 39% de los residentes franceses pueden mantener una conversación en inglés.  El francés también es un idioma oficial tanto en Jersey como en Guernsey. Ambos usan el francés hasta cierto punto, principalmente con fines administrativos o ceremoniales. Jersey Legal French es la variedad estandarizada utilizada en Jersey. Sin embargo, el normando (en sus formas locales, Guernésiais y Jèrriais ) es la lengua vernácula histórica de las islas.
Ambos idiomas se han influenciado mutuamente a lo largo de los años. Más del 50% de todas las palabras inglesas tienen origen francés, y hoy en día muchas expresiones francesas han entrado también en el idioma inglés. El término Franglais, un acrónimo que combina las palabras francesas "français" y "anglais", se refiere a la combinación de francés e inglés (principalmente en el Reino Unido) o al uso de palabras y sustantivos ingleses de raíces anglosajonas en francés (en Francia).

## Deportes

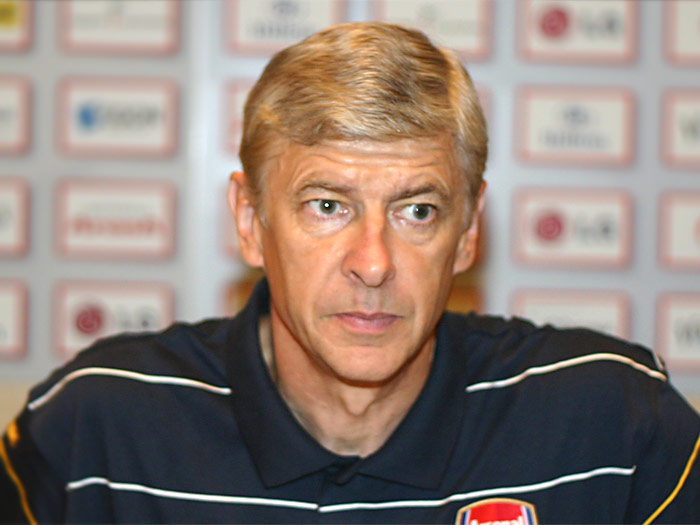
El entrenador de fútbol francés Arsène Wenger ha ganado tres títulos de la Premier League con el Arsenal FC utilizando equipos con importantes jugadores franceses.

En el deporte del rugby existe una rivalidad entre Inglaterra y Francia. Ambos países compiten en el Campeonato de las Seis Naciones y la Copa Mundial de Rugby. Inglaterra tiene la ventaja en ambos torneos: tiene la mayor cantidad de victorias absolutas en el Seis Naciones (y su versión anterior, el Cinco Naciones) y, más recientemente, eliminó al equipo francés de las Copas Mundiales de 2003 y 2007 en la etapa de semifinales, aunque Francia eliminó a Inglaterra de la Copa Mundial de Rugby 2011 con un marcador convincente en su partido de cuartos de final. Aunque el rugby es originalmente un deporte británico, el rugby francés se ha desarrollado hasta tal punto que los equipos inglés y francés son ahora duros competidores, sin que ninguno de los dos sea muy superior al otro. Mientras que las influencias inglesas extendieron el rugby en una etapa temprana a Escocia, Gales e Irlanda, así como a los reinos de la Commonwealth, la influencia francesa extendió el deporte fuera de la Commonwealth, a Italia, Argentina, Rumania y Georgia.
La influencia de los jugadores y entrenadores franceses en el fútbol británico ha aumentado en los últimos años y a menudo se cita como ejemplo de cooperación anglo-francesa. En particular, el club Arsenal de la Premier League se ha hecho conocido por su conexión anglo-francesa debido a una gran afluencia de jugadores franceses desde la llegada del técnico francés Arsène Wenger en 1996. Precisamente por este motivo, en marzo de 2008, el estadio Emirates fue elegido como sede de una reunión durante una visita de Estado del presidente francés. 

## Transporte

### Ferrys
La vía marítima más transitada del mundo, el Canal de la Mancha, conecta puertos de Gran Bretaña como Dover, Newhaven, Poole, Weymouth, Portsmouth y Plymouth con puertos como Roscoff, Calais, Boulogne, Dunkerque, Dieppe, Cherburgo-Octeville, Caen, St Malo y Le Havre en Francia continental. Empresas como Brittany Ferries, P&O Ferries, operan servicios de ferry a través del Canal. Además, hay ferries que cruzan el Canal de Anguila entre Blowing Point, Anguila (un territorio británico de ultramar) y Marigot, San Martín (una colectividad de ultramar de Francia). 

### Túnel del Canal

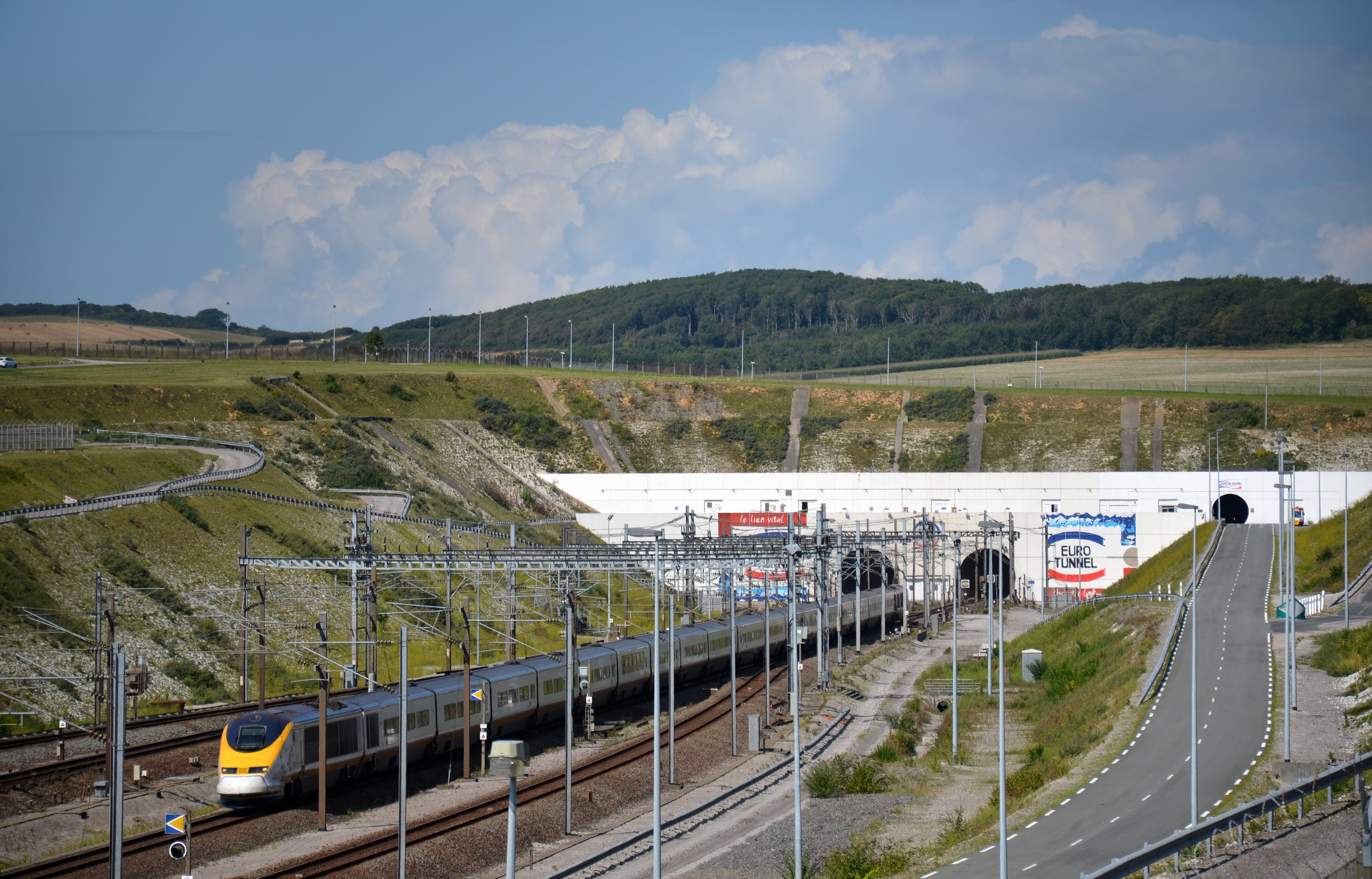
Desde 1994, el Túnel del Canal (entrada francesa en la foto) ha proporcionado un enlace ferroviario directo entre el Reino Unido y Francia.

El Eurotúnel es un recorrido de 50,5 kilómetros de un túnel ferroviario submarino (que une Folkestone, Kent, en el Reino Unido con Coquelles, Paso de Calais, cerca de la ciudad de Calais en el norte de Francia) bajo el Canal de la Mancha en el estrecho de Dover. Las ideas para un enlace fijo a través del Canal aparecieron ya en 1802,  pero la presión política y de la prensa británica por la seguridad nacional comprometida estancó los intentos de construir un túnel.  Finalmente, el exitoso proyecto, organizado por Getlink, comenzó a construirse en 1988 y fue inaugurado por la reina Isabel II y el presidente francés François Mitterrand en una ceremonia celebrada en Calais el 6 de mayo de 1994. El mismo año, la Sociedad Estadounidense de Ingenieros Civiles eligió el Túnel del Canal de la Mancha como una de las siete maravillas modernas del mundo. 

## Misiones diplomáticas residentes
- Francia tiene una embajada en Londres y un consulado general en Edimburgo. [161]
- El Reino Unido tiene una embajada en París y consulados en Burdeos y Marsella y una oficina comercial en Lyon. [162]

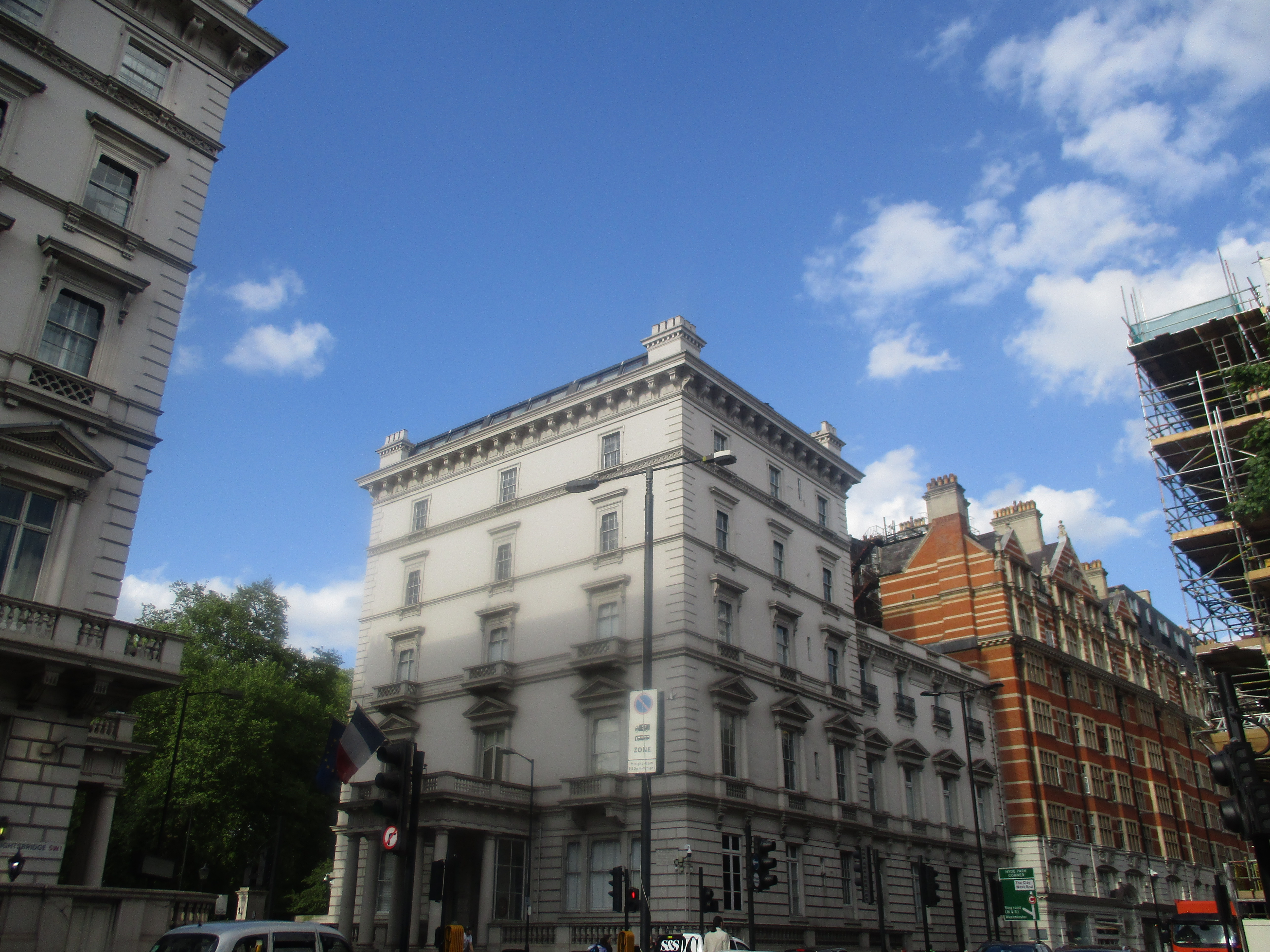
Embajada de Francia en Londres
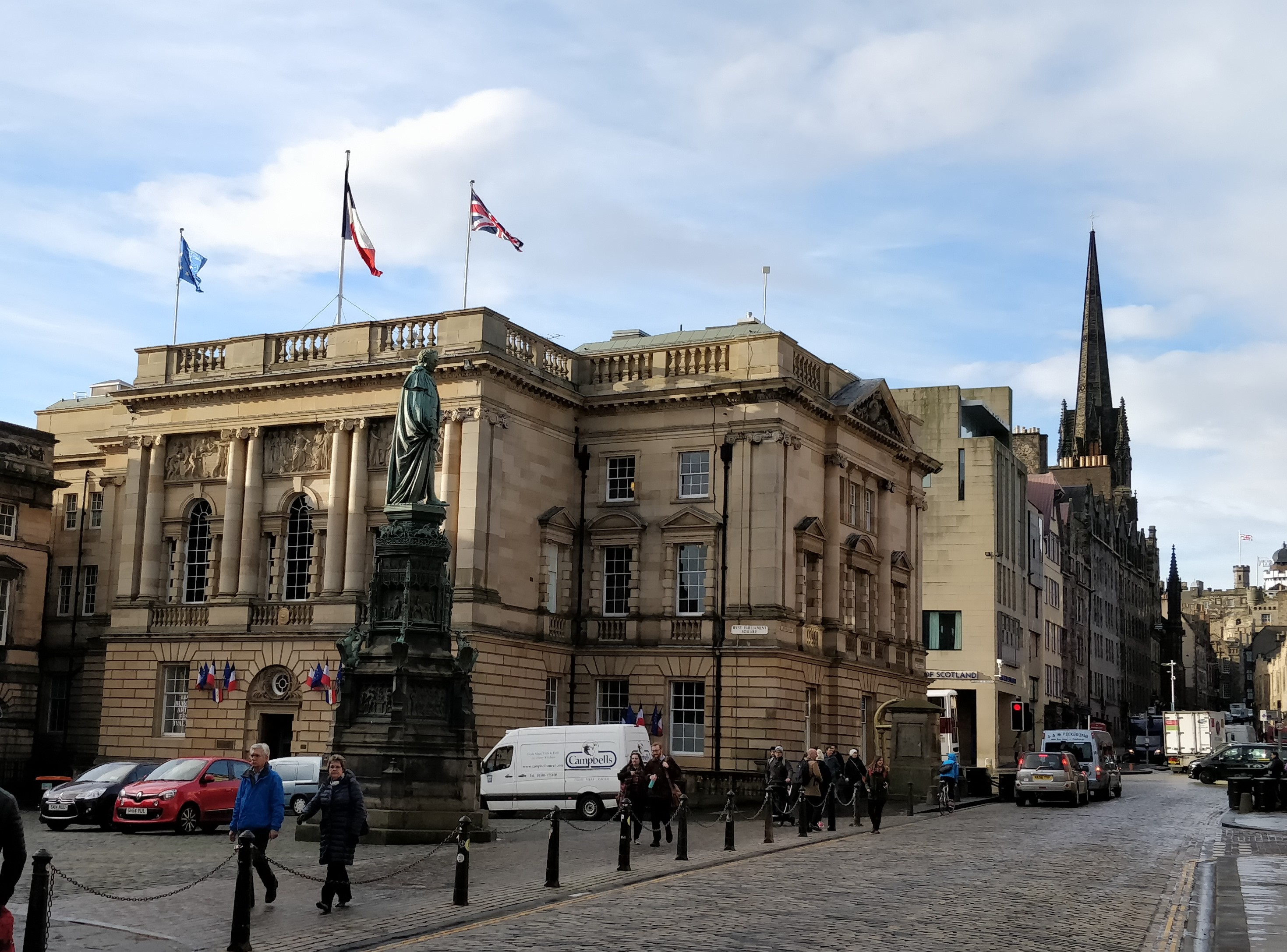
Consulado General de Francia en Edimburgo
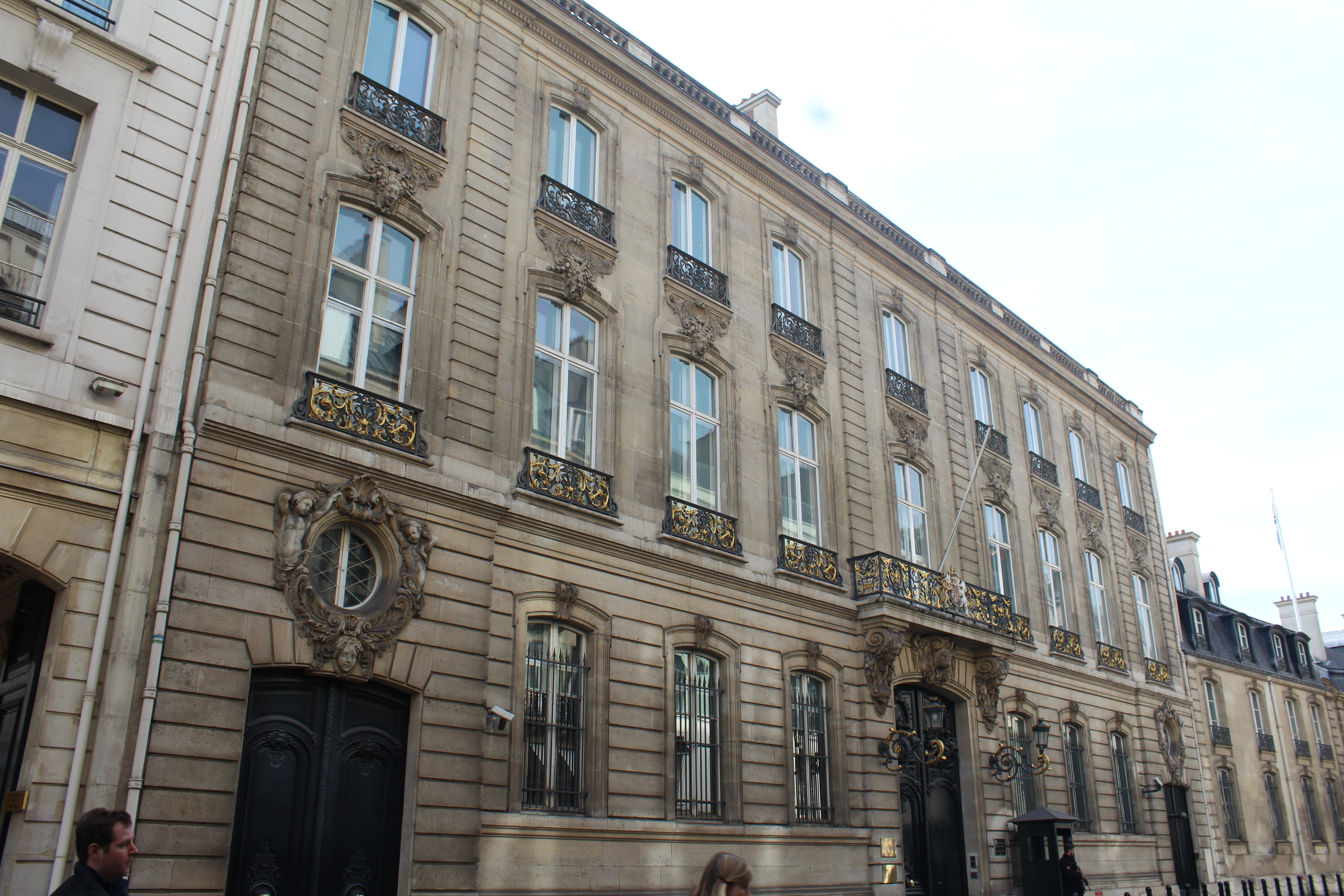
Embajada del Reino Unido en París